# Список дипломатичних місій Польщі

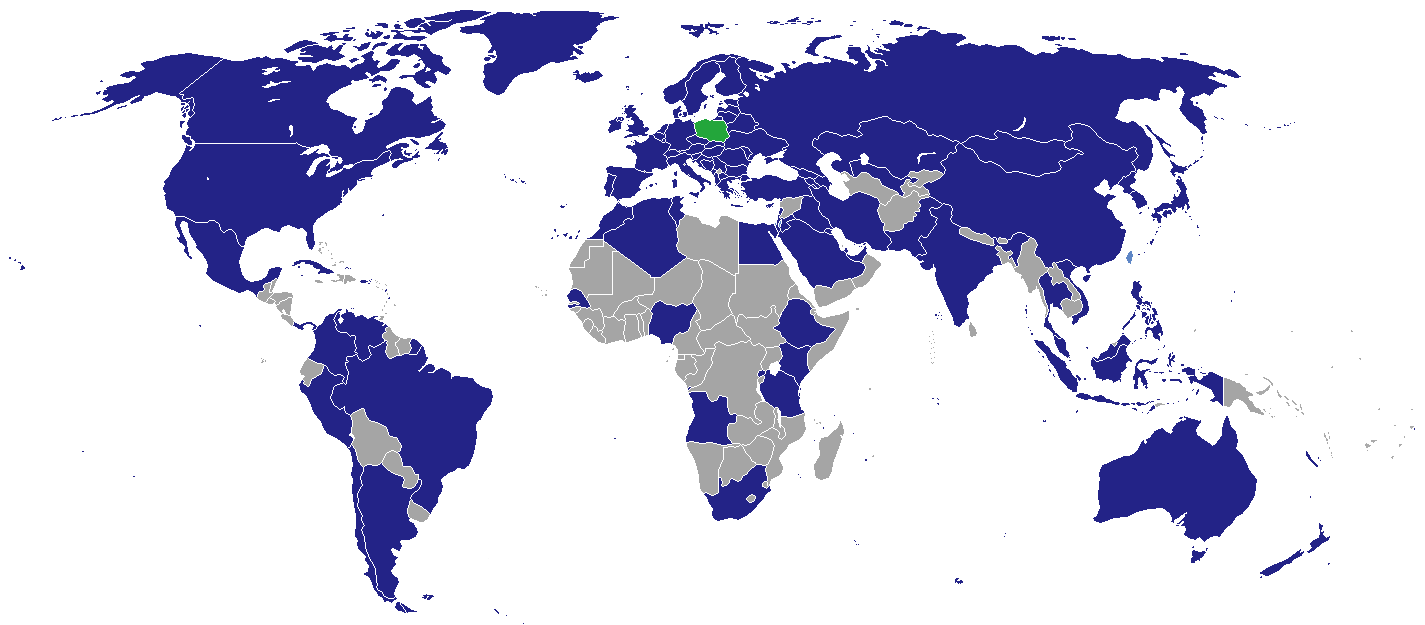
Дипломатичні місії Польщі

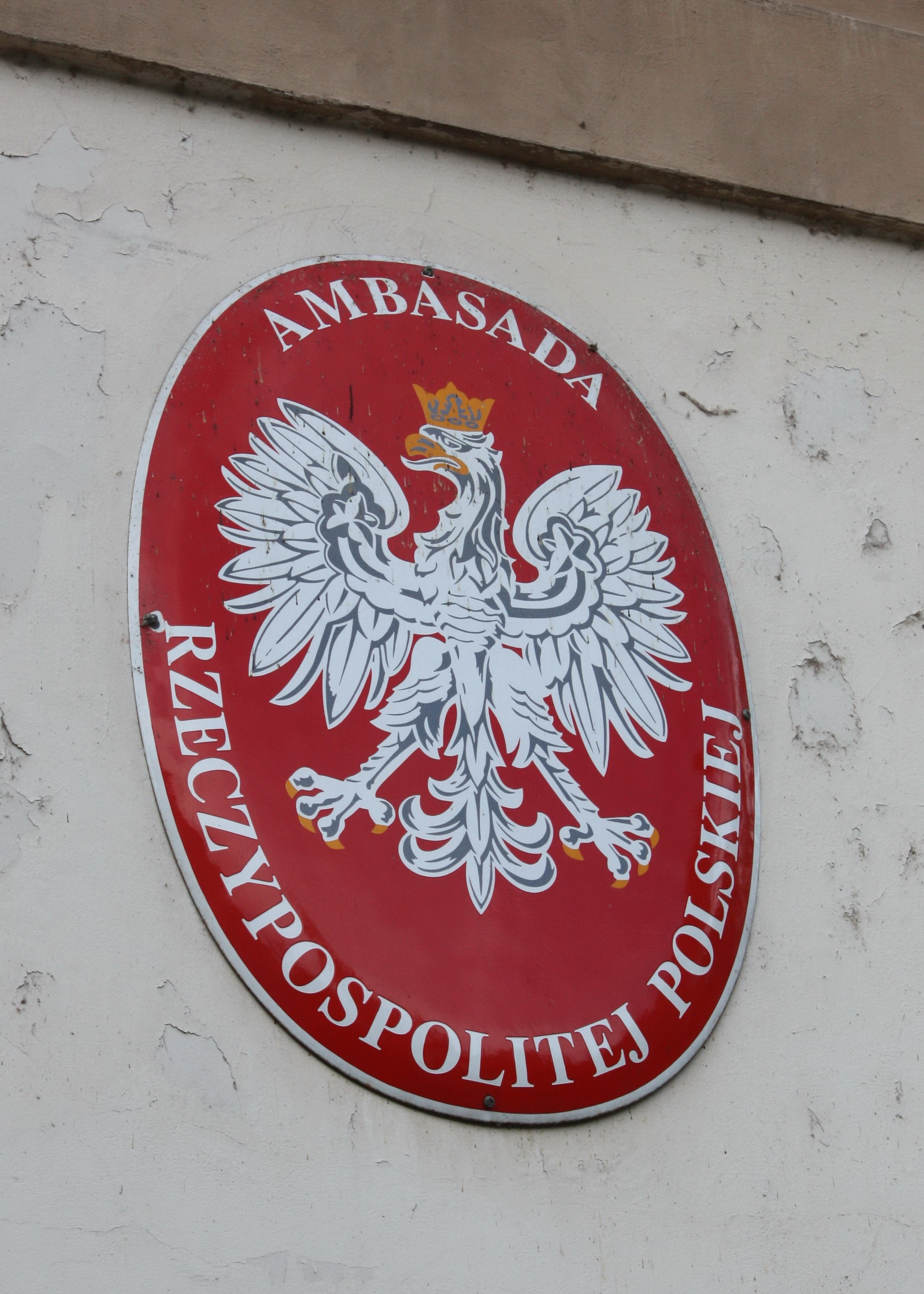
Табличка, яку вішають на будівлі польських посольств.

Нижче представлено список дипломатичних місій Польщі. Польща має дипломатичні стосунки із всіма 193 членами ООН, Ватиканом, Палестинською державою та Мальтійським орденом. В 88 з цих країн є посольство Польщі.

## Посольства

### Європа
- Австрія: Відень
- Азербайджан: Баку
- Албанія: Тирана
- Білорусь: Мінськ
- Бельгія: Брюссель
- Болгарія: Софія
- Боснія і Герцеговина: Сараєво
- Ватикан: Рим
- Велика Британія: Лондон
- Вірменія: Єреван
- Греція: Афіни
- Грузія: Тбілісі
- Данія: Копенгаген
- Естонія: Таллінн
- Ірландія: Дублін
- Ісландія: Рейк'явік
- Іспанія: Мадрид
- Італія: Рим
- Кіпр: Нікосія
- Латвія: Рига
- Литва: Вільнюс
- Люксембург: Люксембург
- Молдова: Кишинів
- Нідерланди: Гаага
- Німеччина: Берлін
- Норвегія: Осло
- Португалія: Лісабон
- Північна Македонія: Скоп'є
- Росія: Москва
- Румунія: Бухарест
- Сербія: Белград
- Словаччина: Братислава
- Словенія: Любляна
- Туреччина: Анкара
- Угорщина: Будапешт
- Україна: Київ (Посольство Польщі в Україні)
- Фінляндія: Гельсінкі
- Франція: Париж
- Хорватія: Загреб
- Чехія: Прага
- Чорногорія: Подгориця
- Швейцарія: Берн
- Швеція: Стокгольм

### Азія
- В'єтнам: Ханой
- Ізраїль: Тель-Авів
- Індія: Нью-Делі
- Індонезія: Джакарта
- Ірак: Багдад
- Іран: Тегеран
- Йорданія: Амман
- Казахстан: Астана
- Катар: Доха
- КНР: Пекін
- Кувейт: Кувейт
- Ліван: Бейрут
- Малайзія: Куала-Лумпур
- ОАЕ: Абу-Дабі
- Пакистан: Ісламабад
- Південна Корея: Сеул
- Північна Корея: Пхеньян
- Саудівська Аравія: Ер-Ріяд
- Сінгапур: Сінгапур
- Таїланд: Бангкок
- Узбекистан: Ташкент
- Філіппіни: Маніла
- Японія: Токіо

### Північна та південна Америка
- Аргентина: Буенос-Айрес
- Бразилія: Бразиліа
- Канада: Оттава
- Чилі: Сантьяго
- Колумбія: Богота
- Куба: Гавана
- Мексика: Мехіко
- Панама: Панама
- Перу: Ліма
- США: Вашингтон
- Венесуела: Каракас

### Африка
- Алжир: Алжир
- Ангола: Луанда
- Ефіопія: Аддис-Абеба
- Єгипет: Каїр
- Кенія: Найробі
- Лівія: Триполі
- Марокко: Рабат
- Нігерія: Абуджа
- Сенегал: Дакар
- ПАР: Преторія
- Танзанія: Дар-ес-Салам
- Туніс: Туніс

### Австралія та Океанія
- Австралія: Канберра
- Нова Зеландія: Веллінгтон

## Генеральні консульства
- Австралія: Сідней
- Білорусь: Берестя
- Білорусь: Гродно
- Бразилія: Куритиба
- Велика Британія: Белфаст
- Велика Британія: Единбург
- Велика Британія: Манчестер
- Індія: Мумбаї
- Іспанія: Барселона
- Італія: Мілан
- Казахстан: Алмати
- Канада: Ванкувер
- Канада: Монреаль
- Канада: Торонто
- КНР: Гонконг
- КНР: Гуанчжоу
- КНР: Ченду
- КНР: Шанхай
- Німеччина: Гамбург
- Німеччина: Кельн
- Німеччина: Мюнхен
- Росія: Іркутськ
- Росія: Калінінград
- Росія: Санкт-Петербург
- Росія: Смоленськ (Агентство)
- США: Лос-Анджелес
- США: Нью-Йорк
- США: Чикаго
- США: Х'юстон
- Туреччина: Стамбул
- Україна: Вінниця
- Україна: Львів
- Україна: Луцьк
- Україна: Одеса
- Україна: Харків
- Франція: Ліон
- Чехія: Острава

## Акредитовані посли
| Посол в           | Акредитований в                                                                                  |
| ----------------- | ------------------------------------------------------------------------------------------------ |
| Австралія         | Вануату, Кірибаті, Маршаллові Острови, Папуа Нова Гвінея                                         |
| Азербайджан       | Туркменістан                                                                                     |
| Алжир             | Буркіна-Фасо, Малі                                                                               |
| Ангола            | Габон, ДР Конго, Республіка Конго, Сан-Томе і Принсіпі, Центральноафриканська Республіка         |
| Аргентина         | Парагвай, Уругвай                                                                                |
| Ватикан           | Мальтійський орден                                                                               |
| Венесуела         | Барбадос, Гаяна, Гренада, Домініка, Сент-Вінсент і Гренадини, Суринам, Тринідад і Тобаго, Ямайка |
| Ефіопія           | Джибуті, Південний Судан                                                                         |
| Єгипет            | Еритрея, Судан                                                                                   |
| Індія             | Бангладеш, Малі, Непал, Шрі-Ланка                                                                |
| Індонезія         | Східний Тимор                                                                                    |
| Іспанія           | Андорра                                                                                          |
| Італія            | Мальта, Сан-Марино                                                                               |
| Казахстан         | Киргизстан                                                                                       |
| Кенія             | Бурунді, Коморські Острови, Маврикій, Мадагаскар, Руанда, Сейшельські Острови, Сомалі, Уганда    |
| КНР               | Монголія                                                                                         |
| Колумбія          | Антигуа і Барбуда, Гаїті, Домініканська Республіка, Панама, Сент-Люсія                           |
| Кувейт            | Бахрейн                                                                                          |
| Лівія             | Нігер, Чад                                                                                       |
| Малайзія          | Бруней, Філіппіни                                                                                |
| Марокко           | Гамбія, Гвінея-Бісау, Кабо-Верде, Мавританія                                                     |
| Мексика           | Беліз, Гватемала, Гондурас, Коста-Рика, Нікарагуа, Сальвадор                                     |
| Нігерія           | Бенін, Гана, Гвінея, Екваторіальна Гвінея, Камерун, Кот-д'Івуар, Ліберія, Сьєрра-Леоне, Того     |
| Нова Зеландія     | Кірибаті                                                                                         |
| ПАР               | Ботсвана, Замбія, Зімбабве, Лесото, Малаві, Мозамбік, Намібія, Есватіні                          |
| Перу              | Болівія, Еквадор                                                                                 |
| Саудівська Аравія | Ємен, Оман                                                                                       |
| США               | Багамські Острови                                                                                |
| Таїланд           | Камбоджа, Лаос, М'янма                                                                           |
| Узбекистан        | Таджикистан                                                                                      |
| Франція           | Монако                                                                                           |
| Швейцарія         | Ліхтенштейн                                                                                      |

## Країни без посольств чи акредитованих послів
- Бутан
- Кірибаті
- Науру
- Палау
- Самоа
- Соломонові Острови
- Тонга
- Тувалу
- Федеративні Штати Мікронезії
- Фіджі

## Представництва в міжнародних організаціях
- Європейський Союз: Брюссель
- Рада Європи: Страсбург
- Організація Об'єднаних Націй: Нью-Йорк
- Організація Об'єднаних Націй: Відень
- Організація Об'єднаних Націй: Женева
- НАТО: Брюссель
- Організація економічного співробітництва та розвитку: Париж
- Організація з безпеки і співробітництва в Європі: Відень

## Польські Інститути
Польські Інститути є мережою установ в різних містах світу, підпорядкованих Міністерству закордонних справ Польщі, метою яких є популяризація польського наукового і культурного життя та презентація важливих подій та явищ, пов'язаних з Польщею закордоном.
- Австрія: Відень
- Бельгія: Брюссель
- Білорусь: Мінськ
- Болгарія: Софія
- Велика Британія: Лондон
- Грузія: Тбілісі
- Ізраїль: Тель-Авів
- Індія: Нью-Делі
- Іспанія: Мадрид
- Італія: Рим
- Литва: Вільнюс
- Німеччина: Берлін
- Німеччина: Дюссельдорф
- Німеччина: Лейпциг
- Росія: Москва
- Росія: Санкт-Петербург
- Румунія: Бухарест
- Словаччина: Братислава
- США: Нью-Йорк
- Угорщина: Будапешт
- Україна: Київ
- Франція: Париж
- Чехія: Прага
- Швеція: Стокгольм
- Японія: Токіо

## Інші представництва
- Представництво Польщі при Палестинській державі
- Польське торгівельне бюро на Тайвані

## Галерея

### Посольства

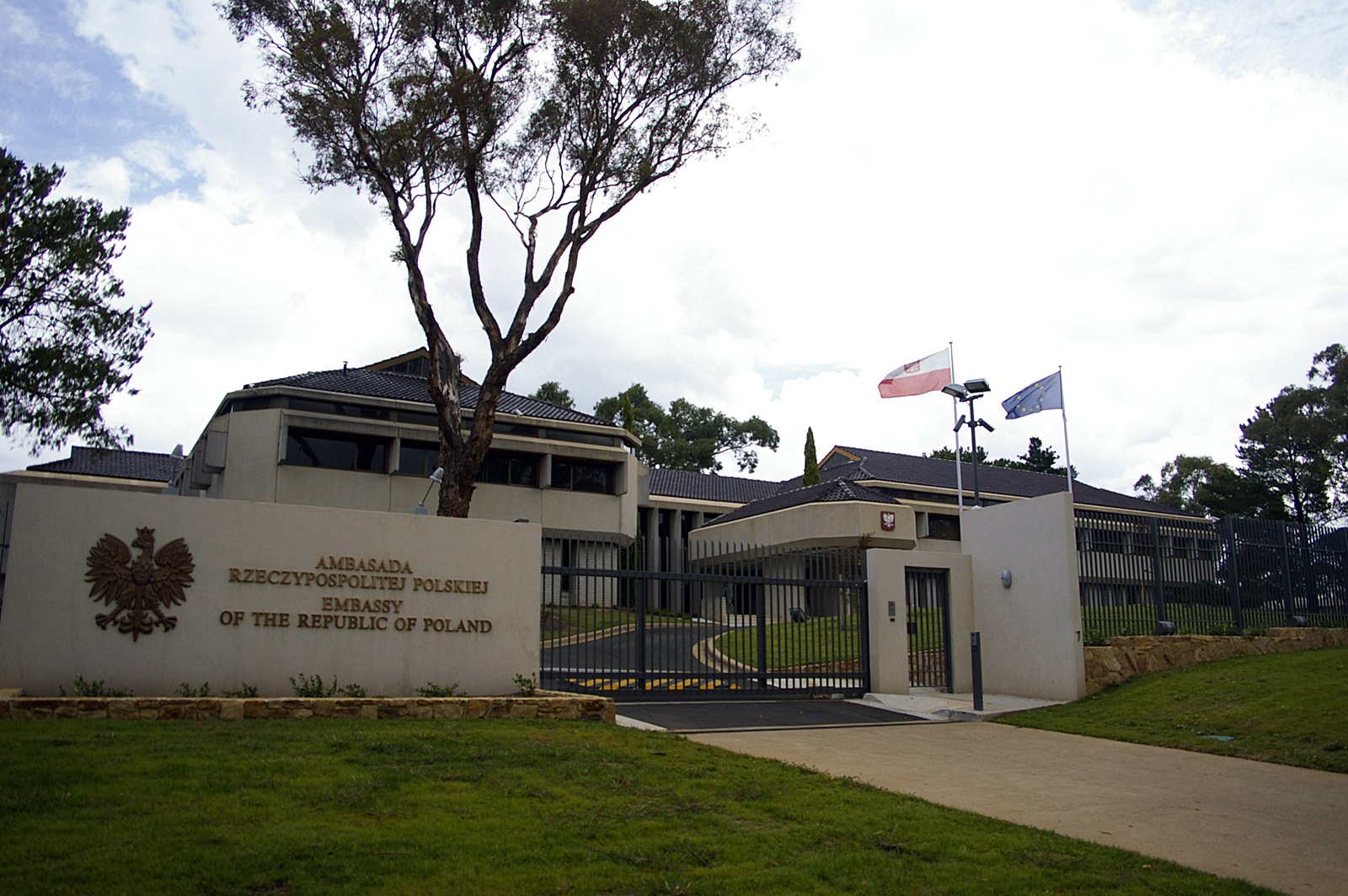
Посольство Польщі в Австралії
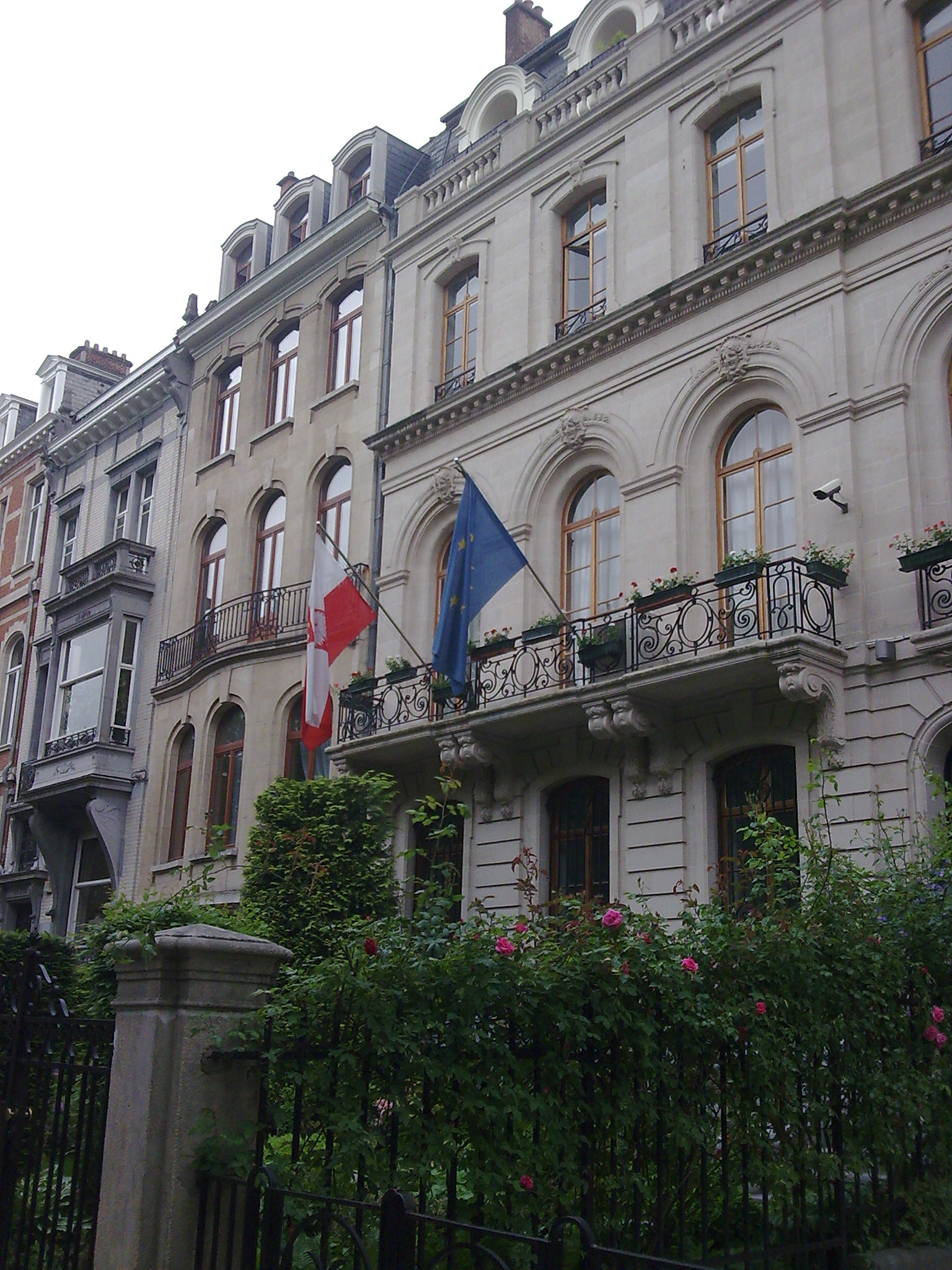
Посольство Польщі в Бельгії
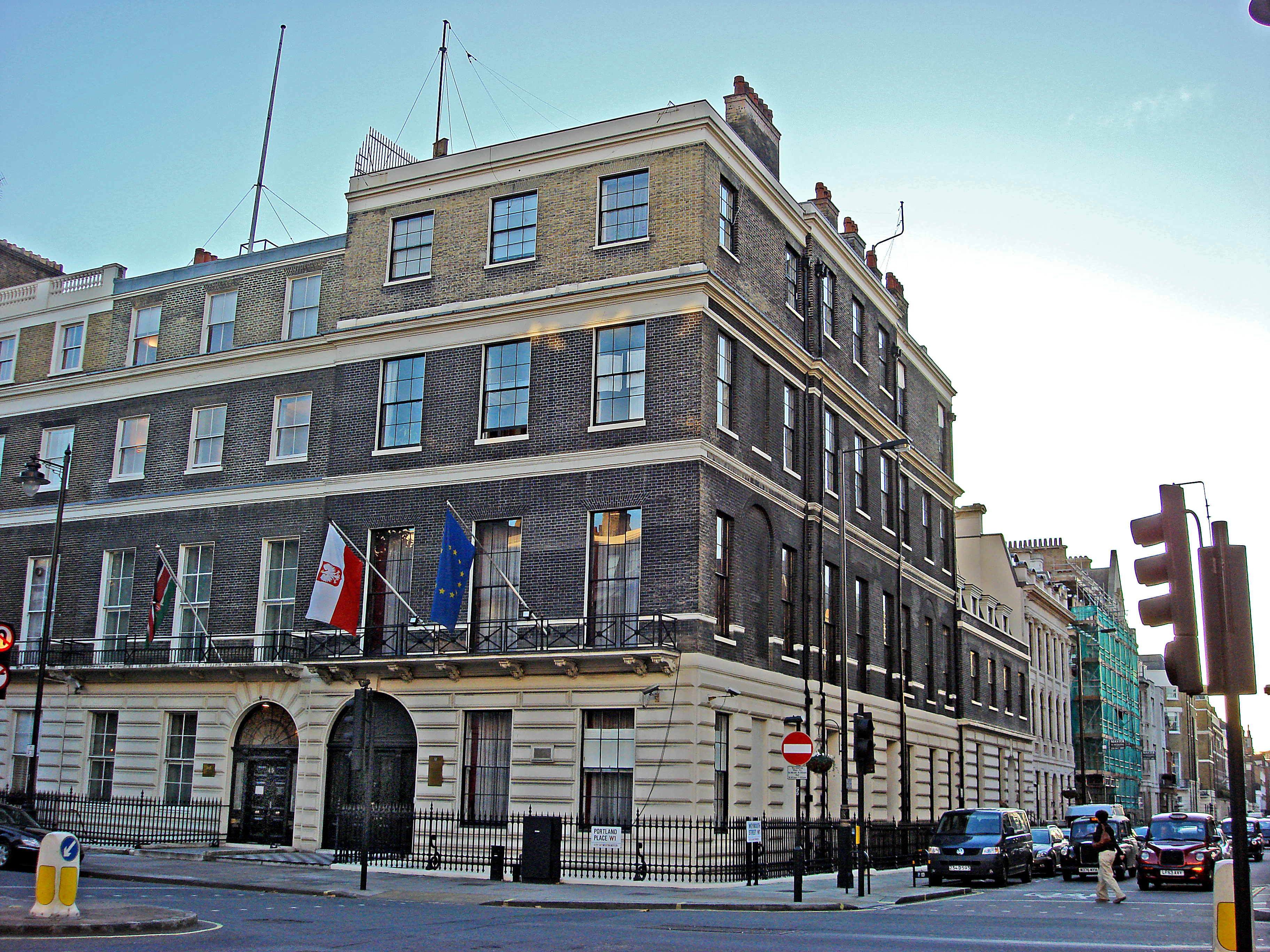
Посольство Польщі в Великій Британії
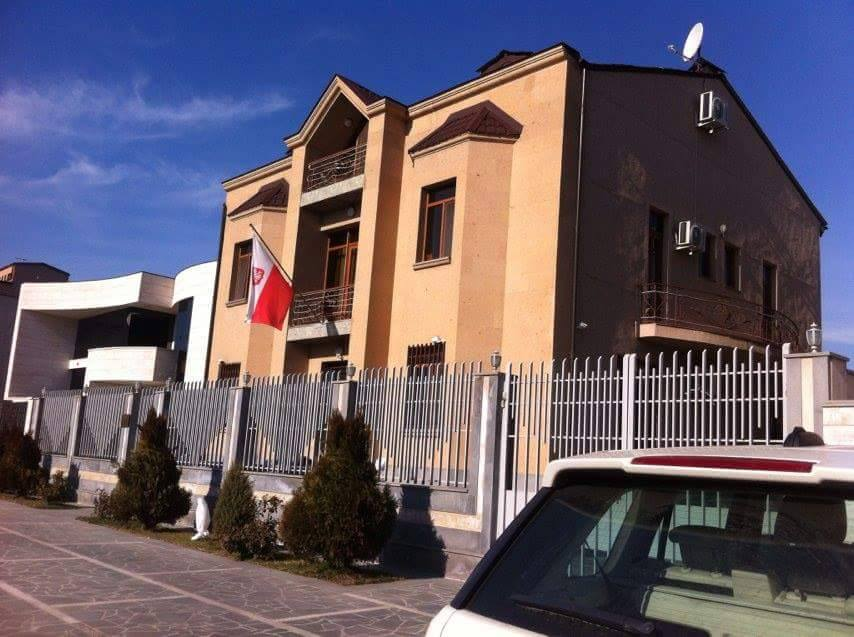
Посольство Польщі в Вірменії
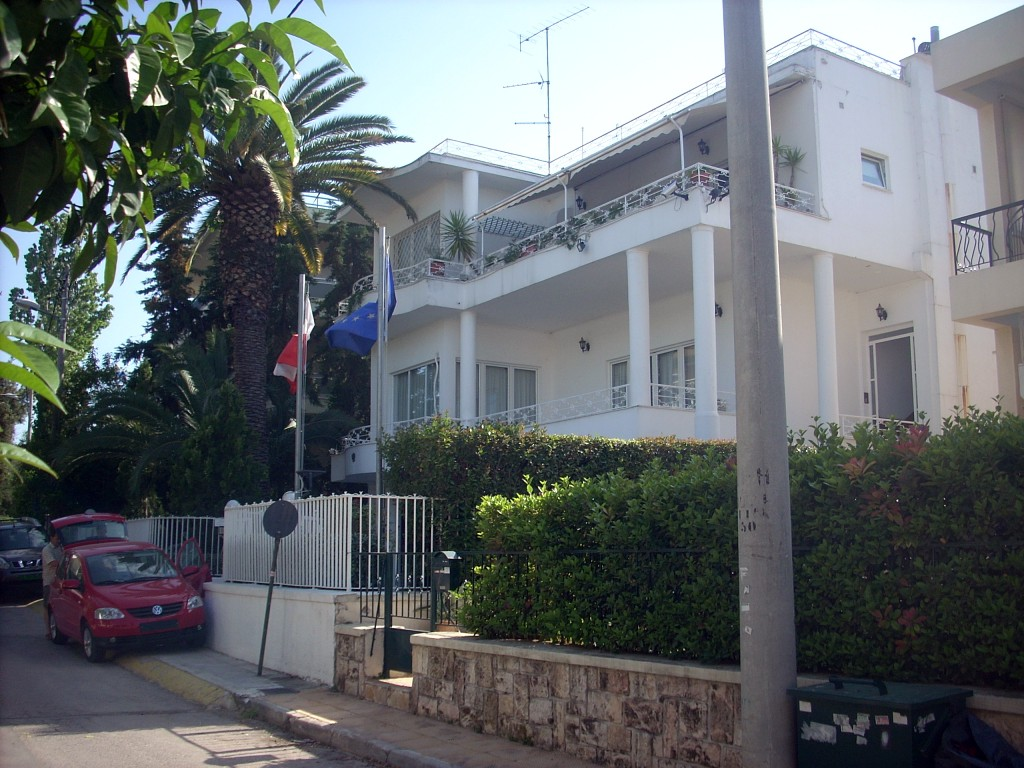
Посольство Польщі в Греції
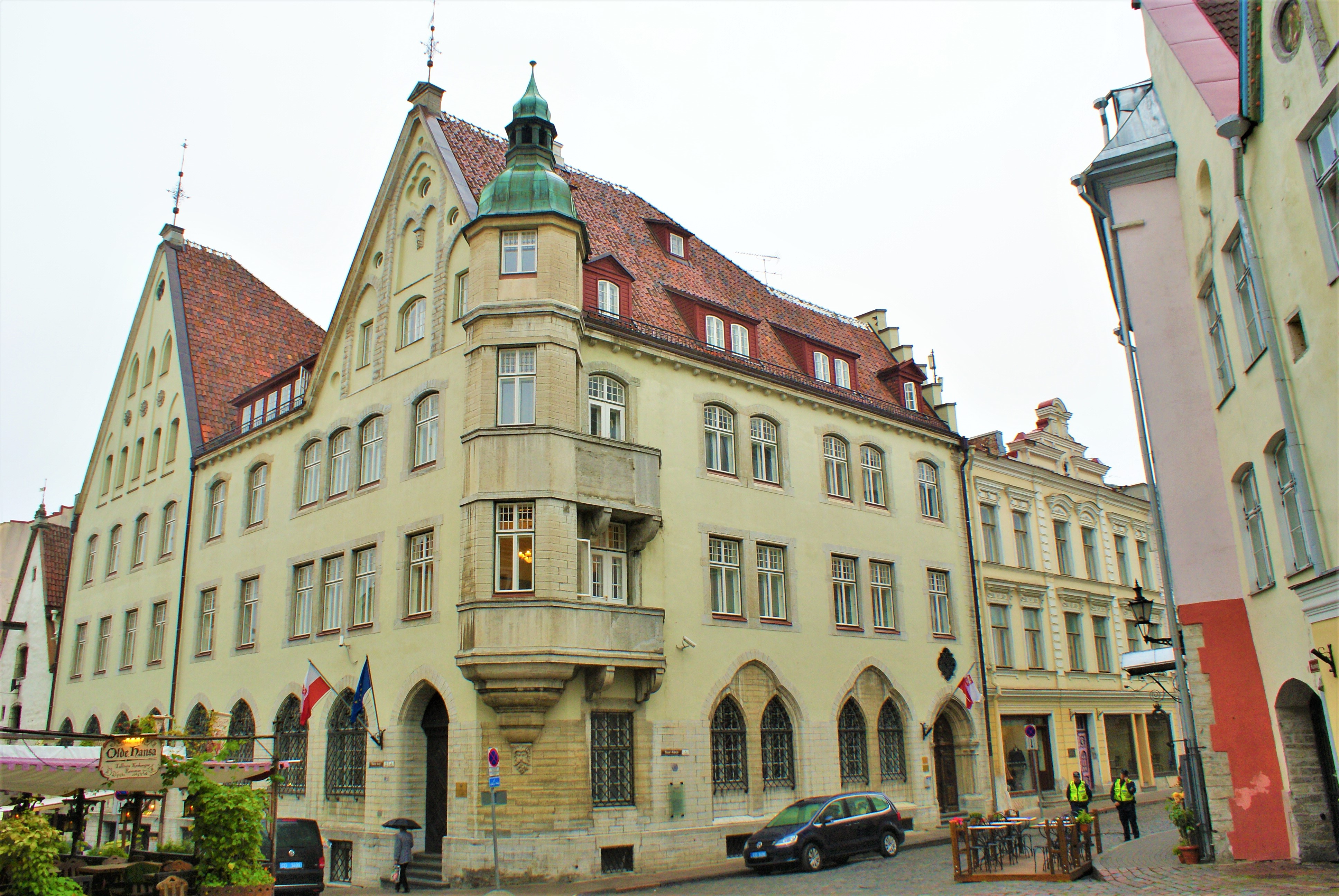
Посольство Польщі в Естонії
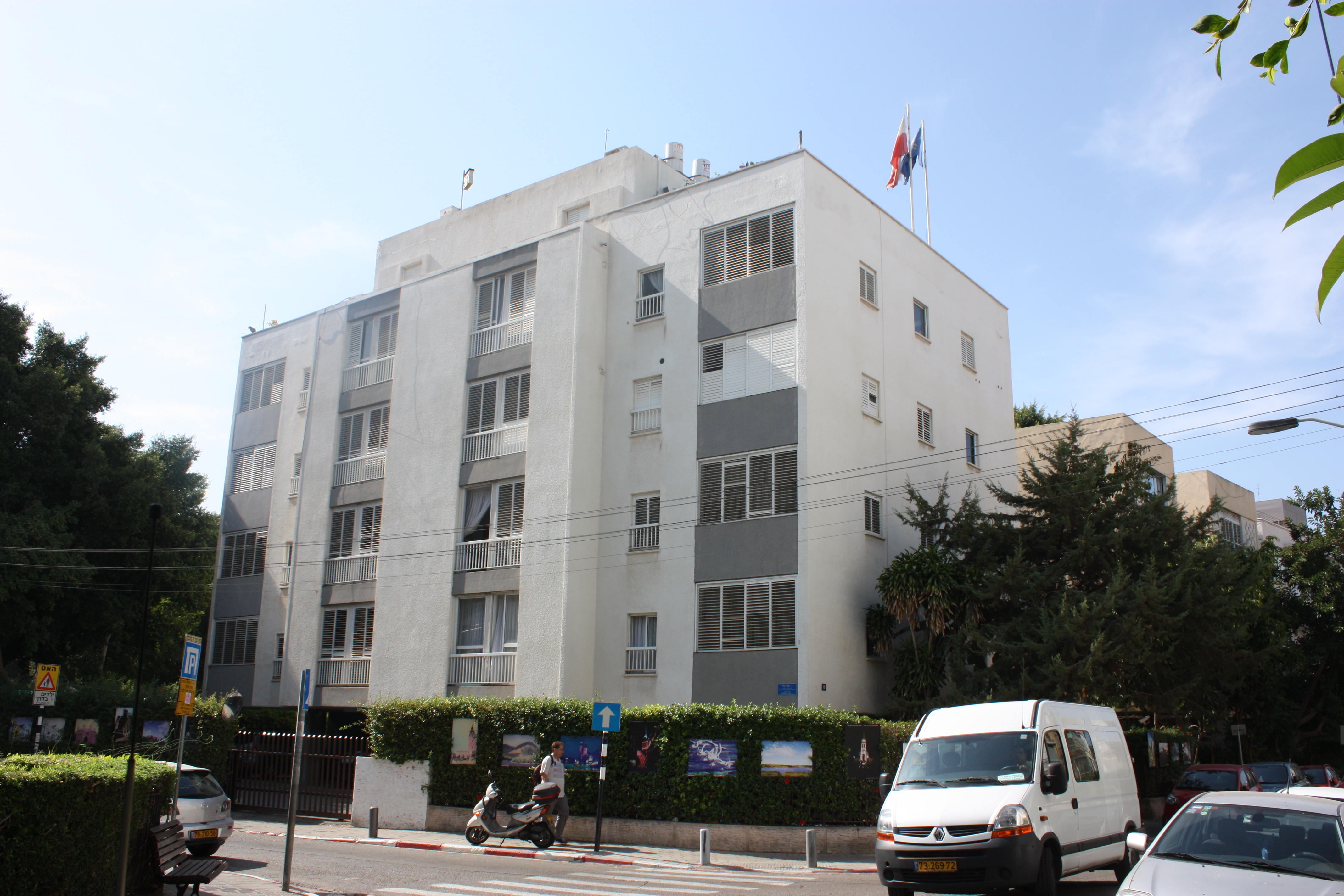
Посольство Польщі в Ізраїлі
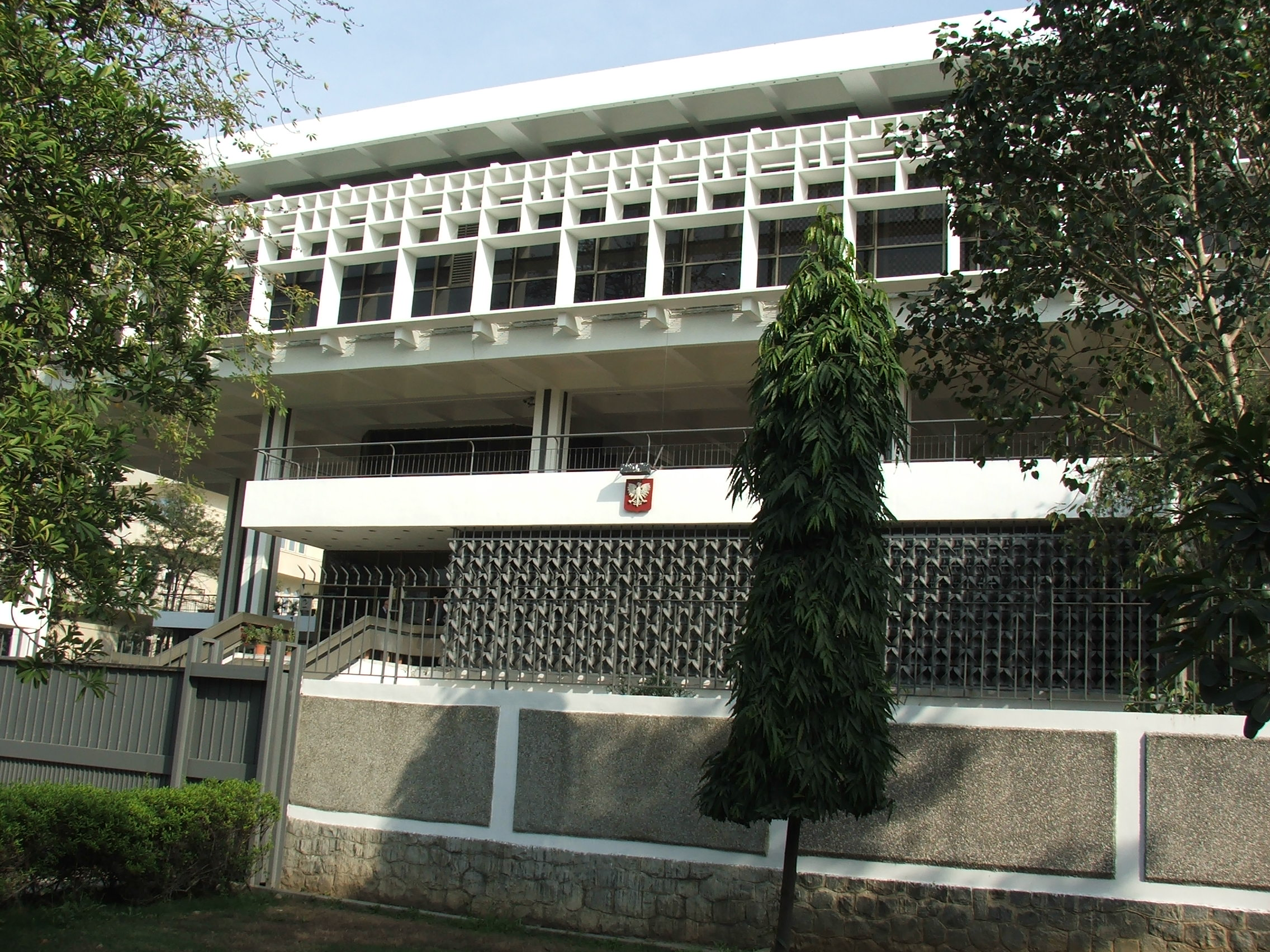
Посольство Польщі в Індії
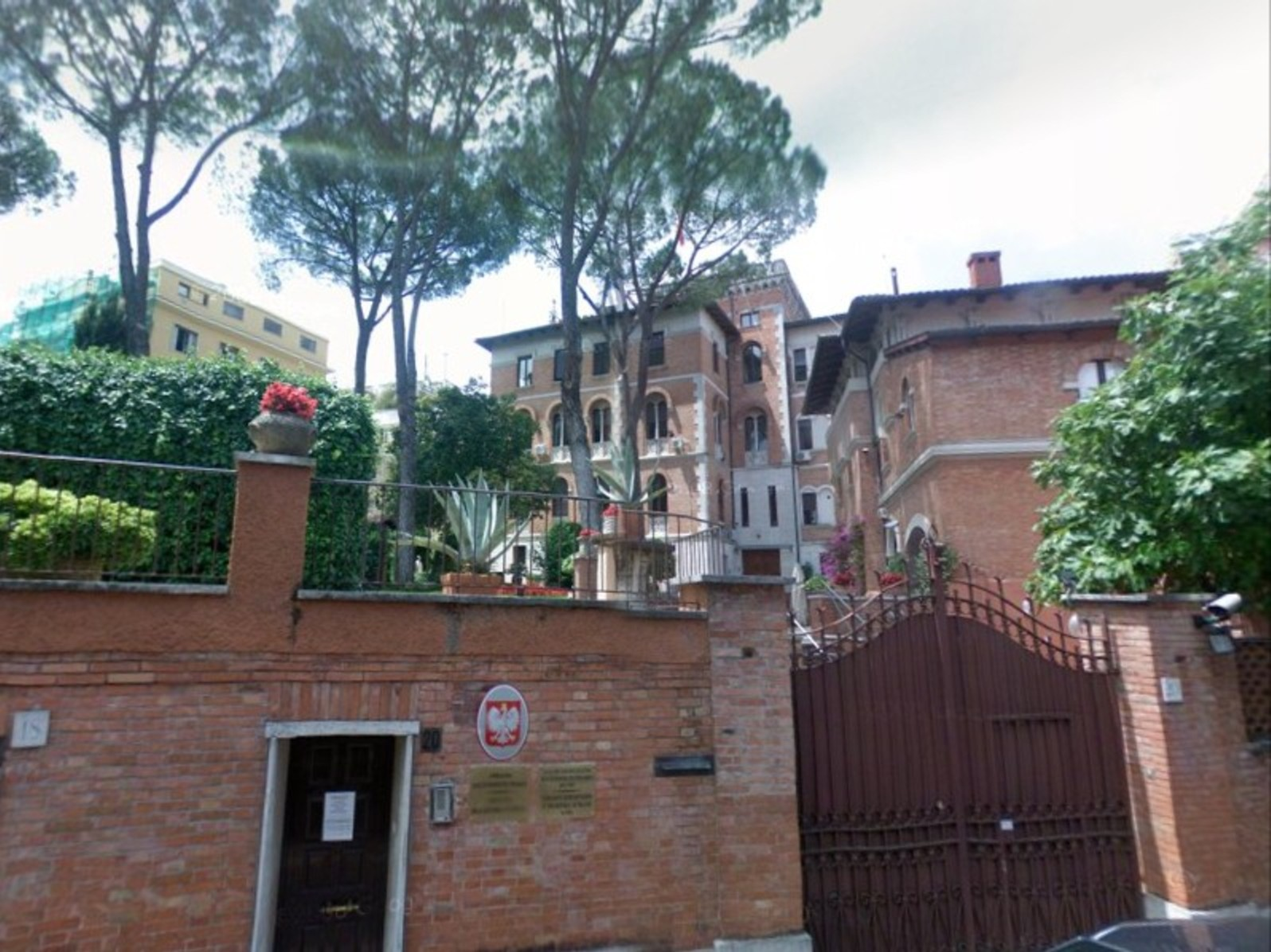
Посольство Польщі в Італії
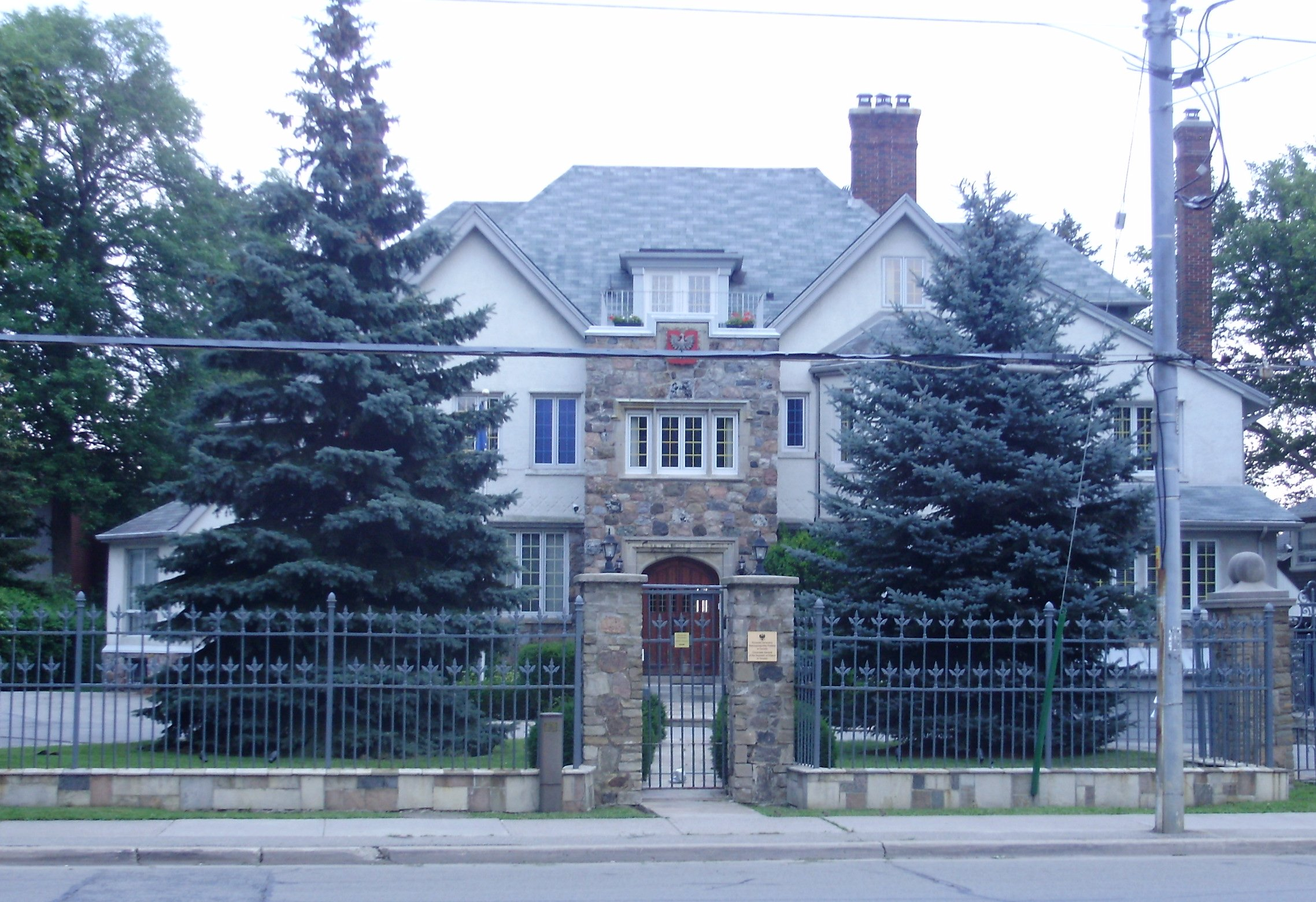
Посольство Польщі в Канаді
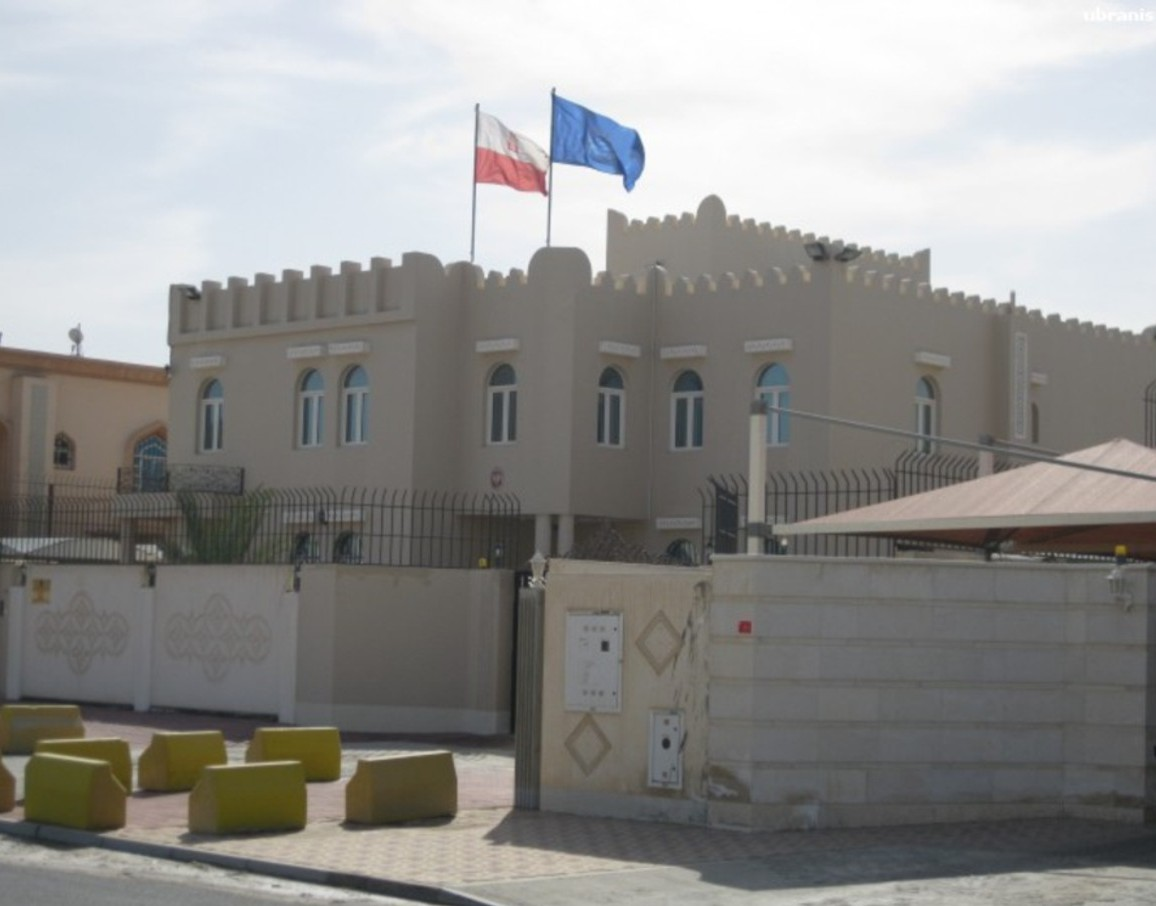
Посольство Польщі в Катарі
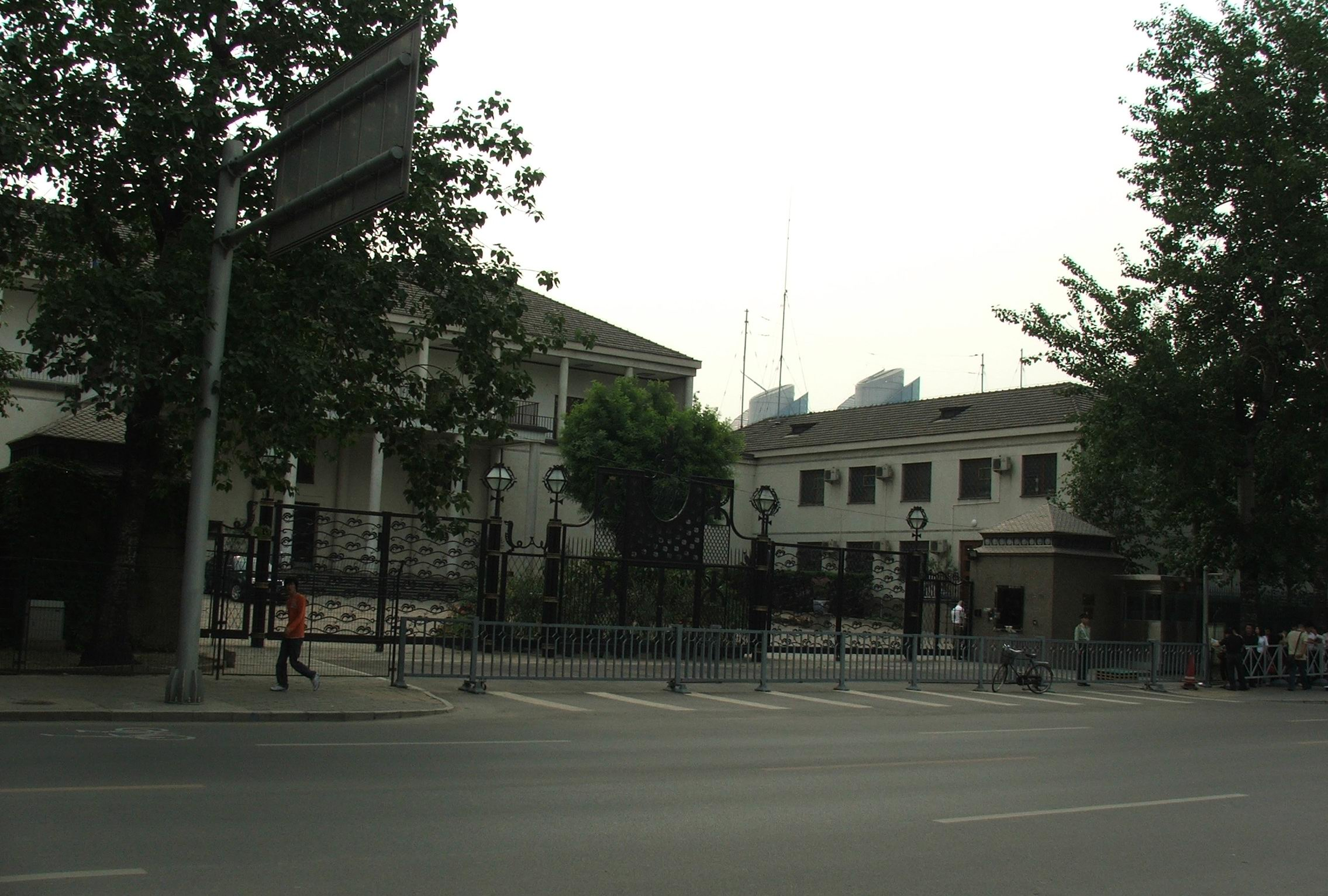
Посольство Польщі в Китаї
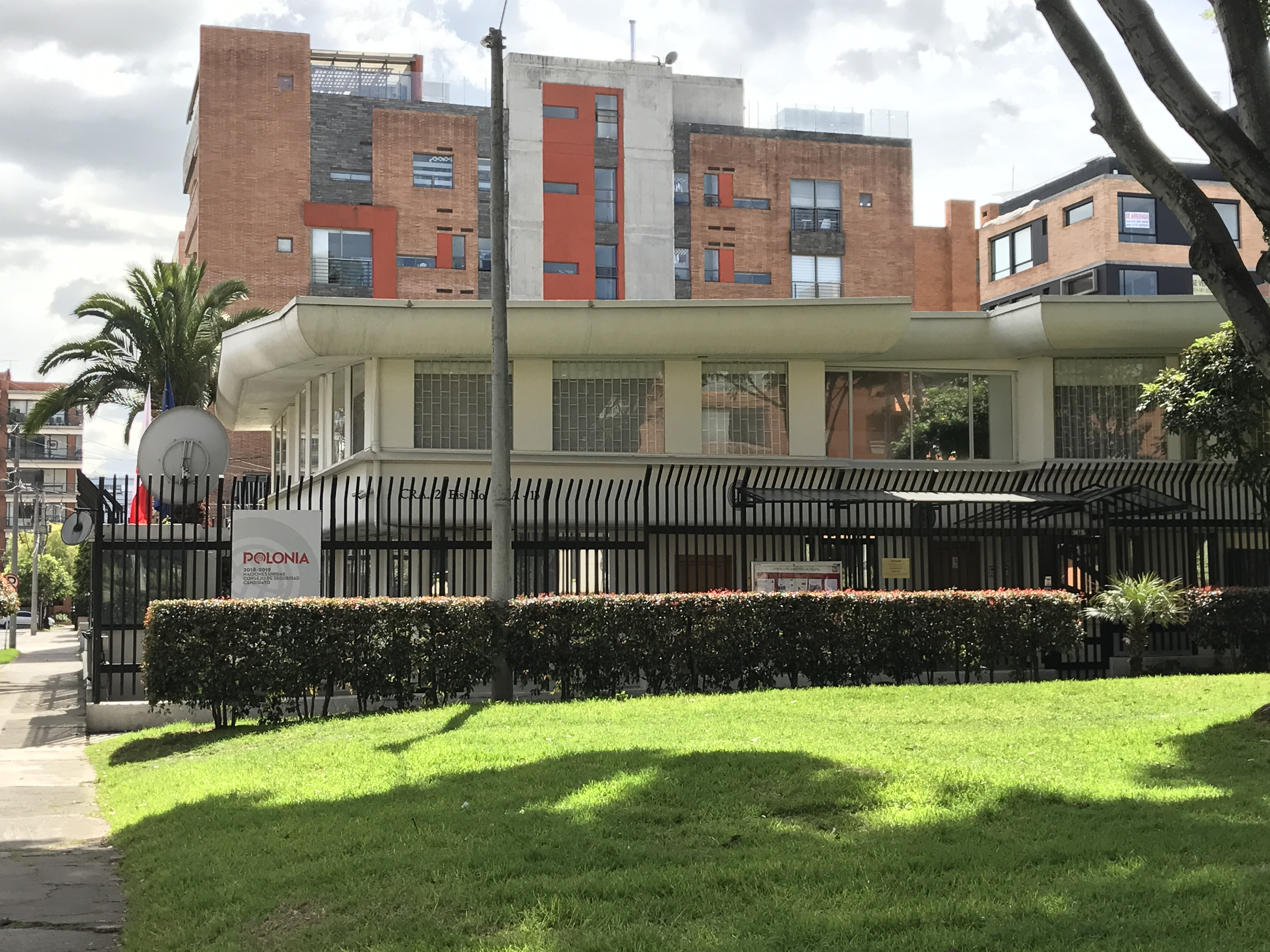
Посольство Польщі в Колумбії
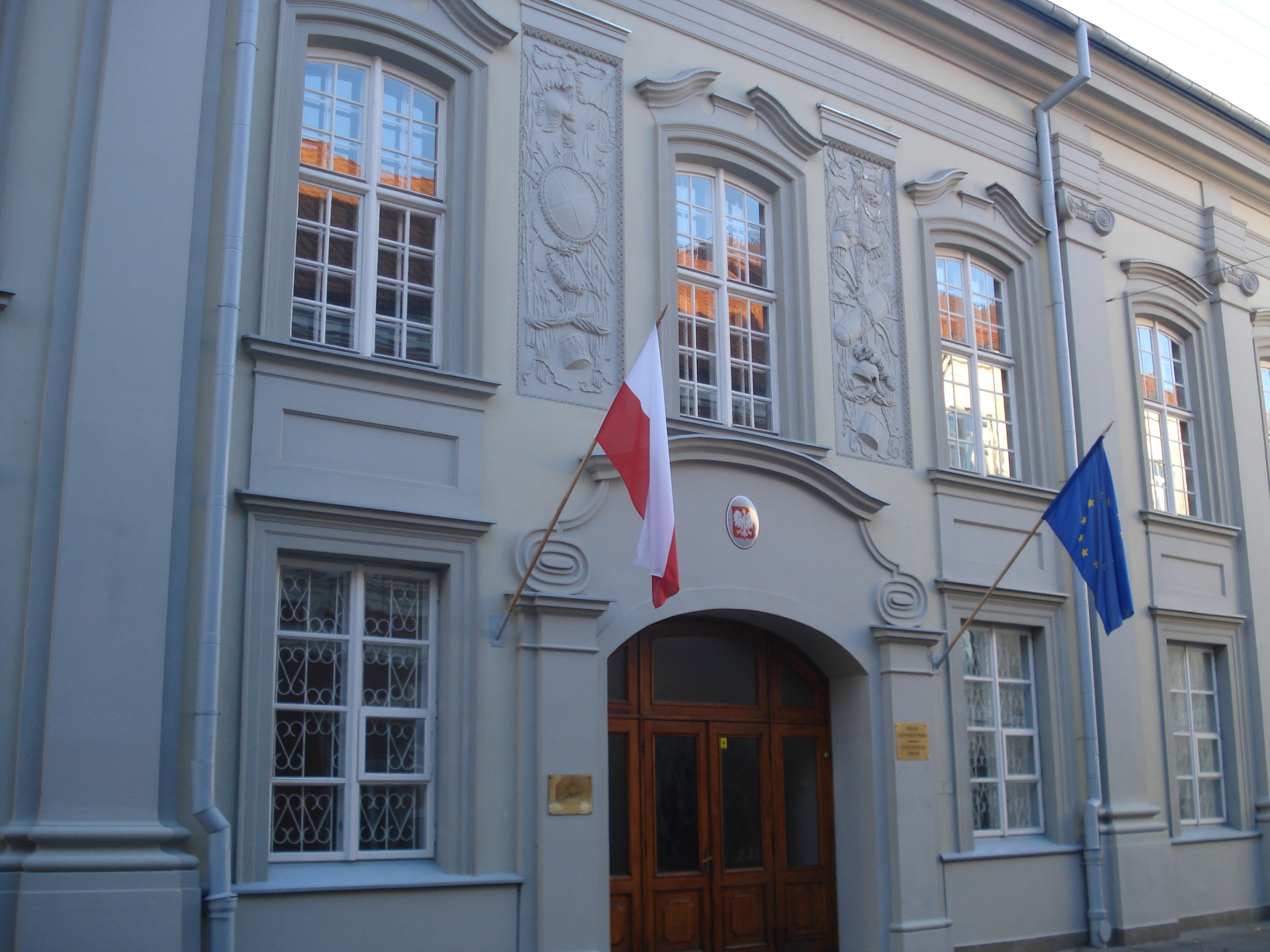
Посольство Польщі в Литві
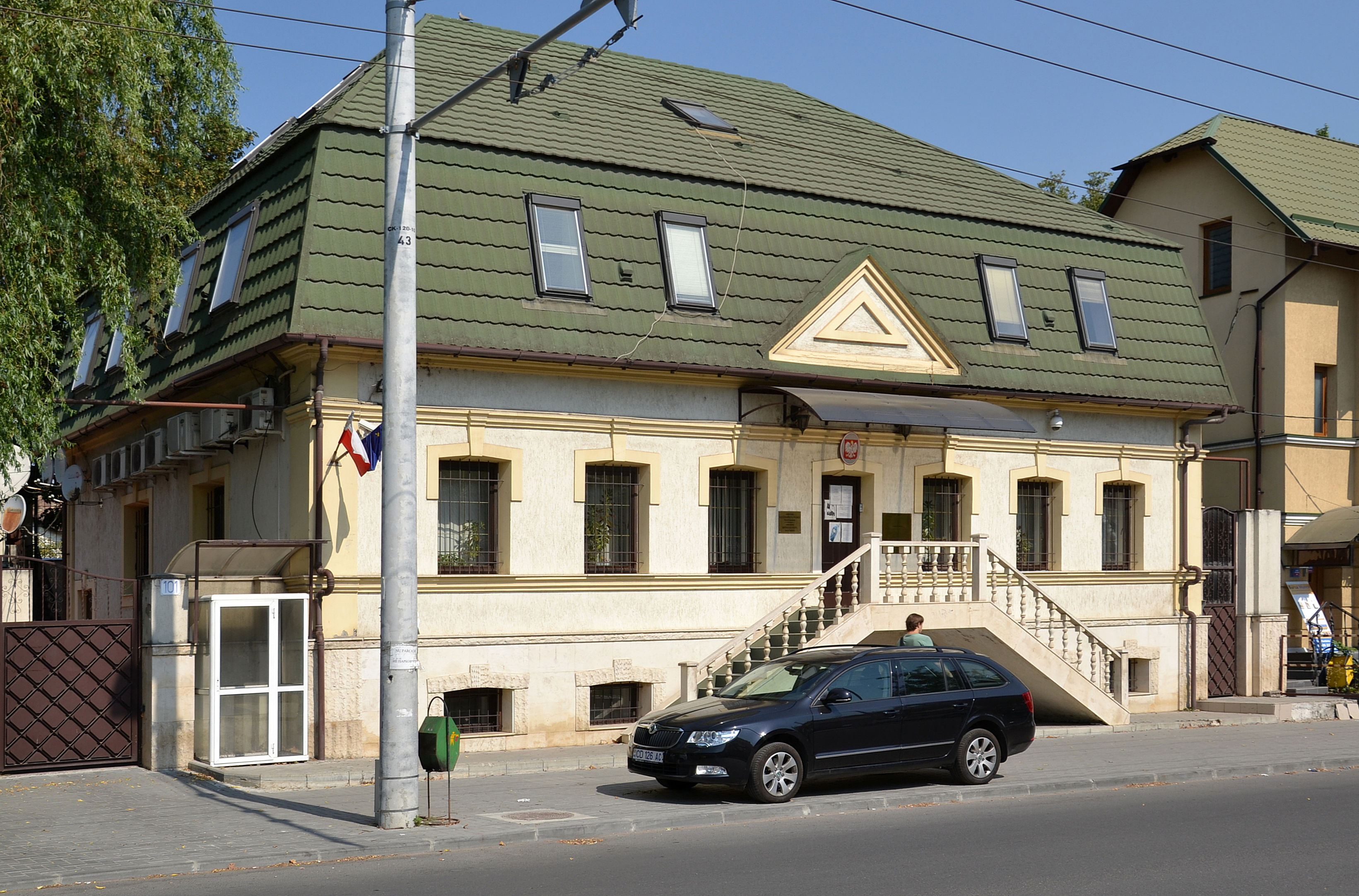
Посольство Польщі в Молдові
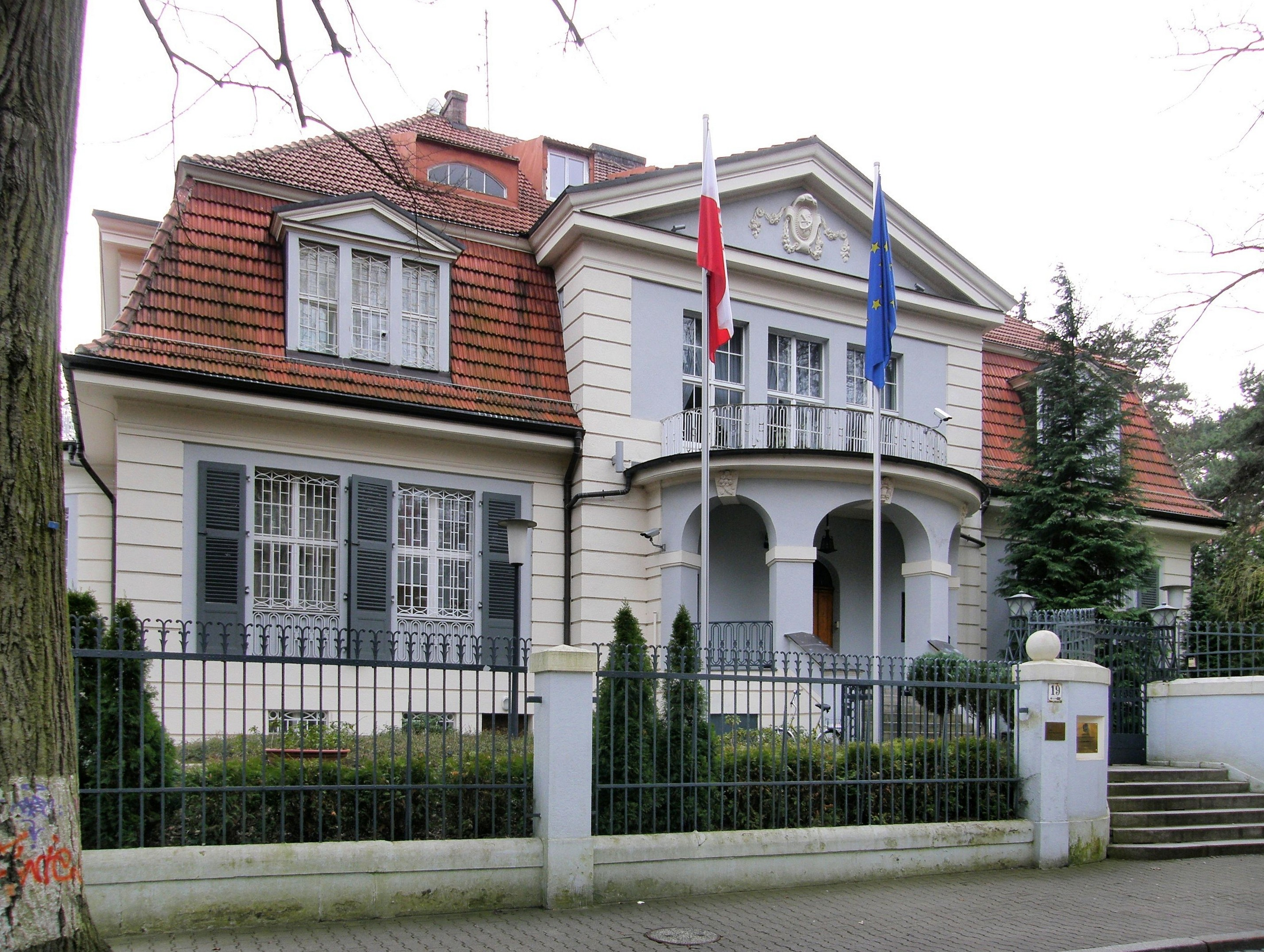
Посольство Польщі в Німеччині
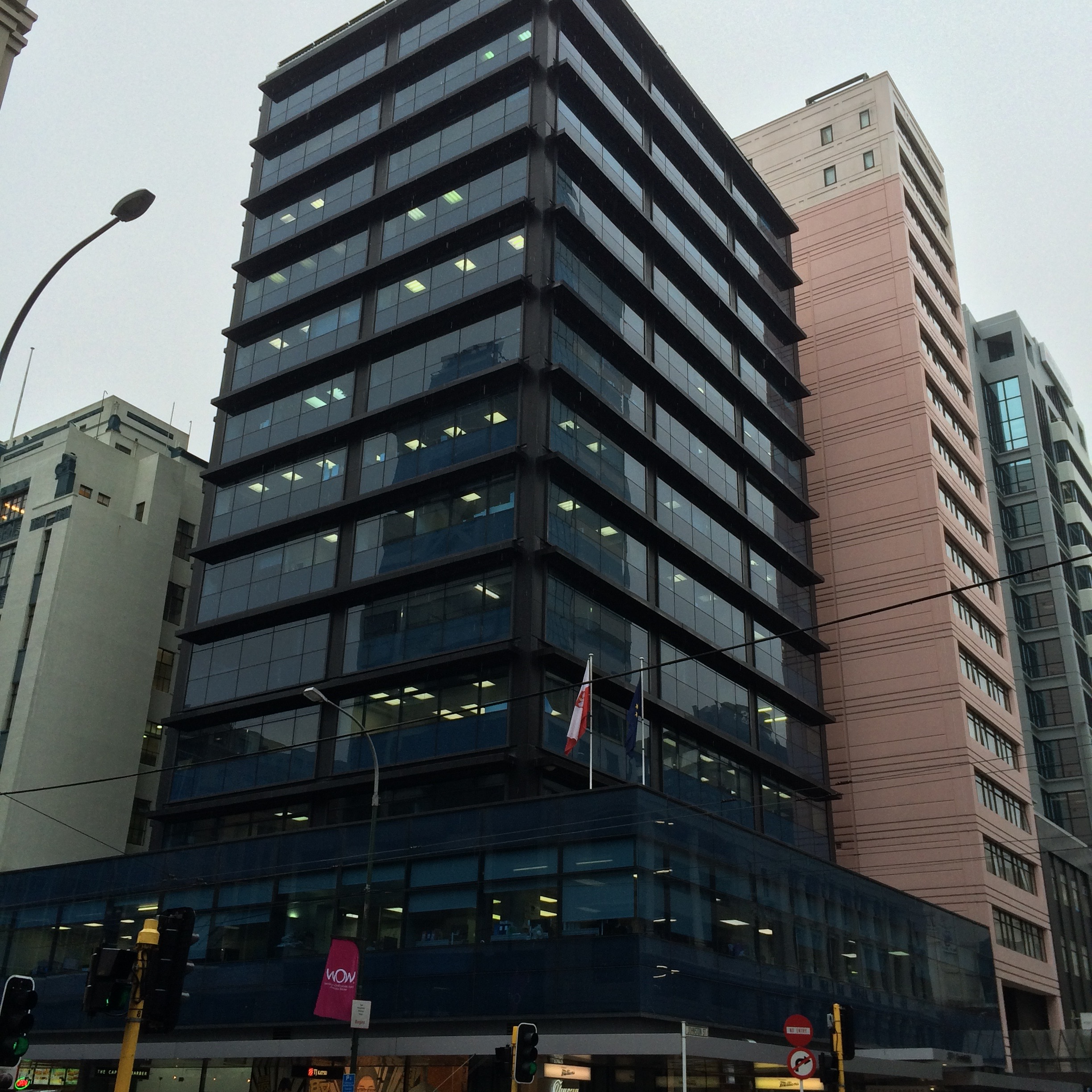
Посольство Польщі в Новій Зеландії
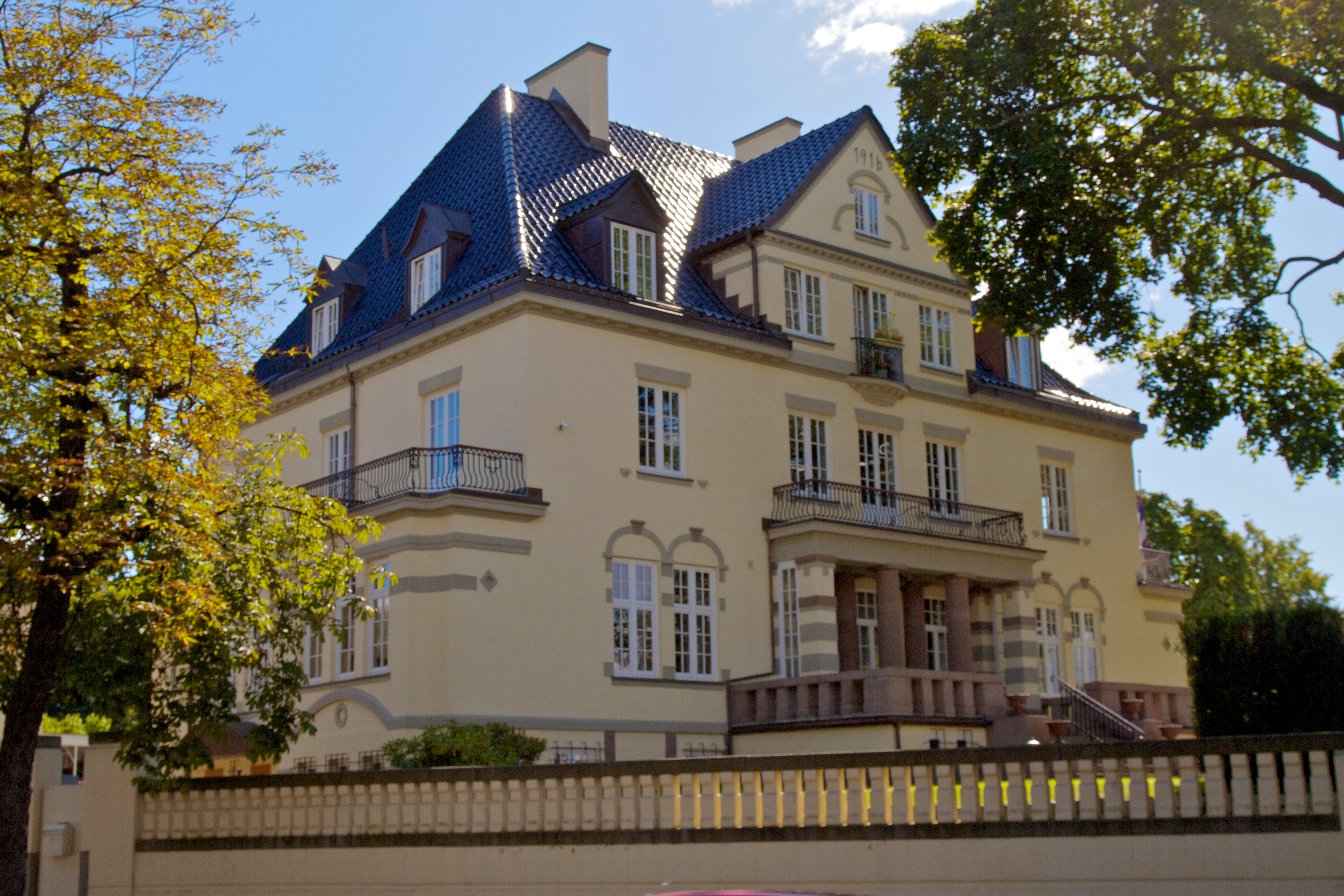
Посольство Польщі в Норвегії
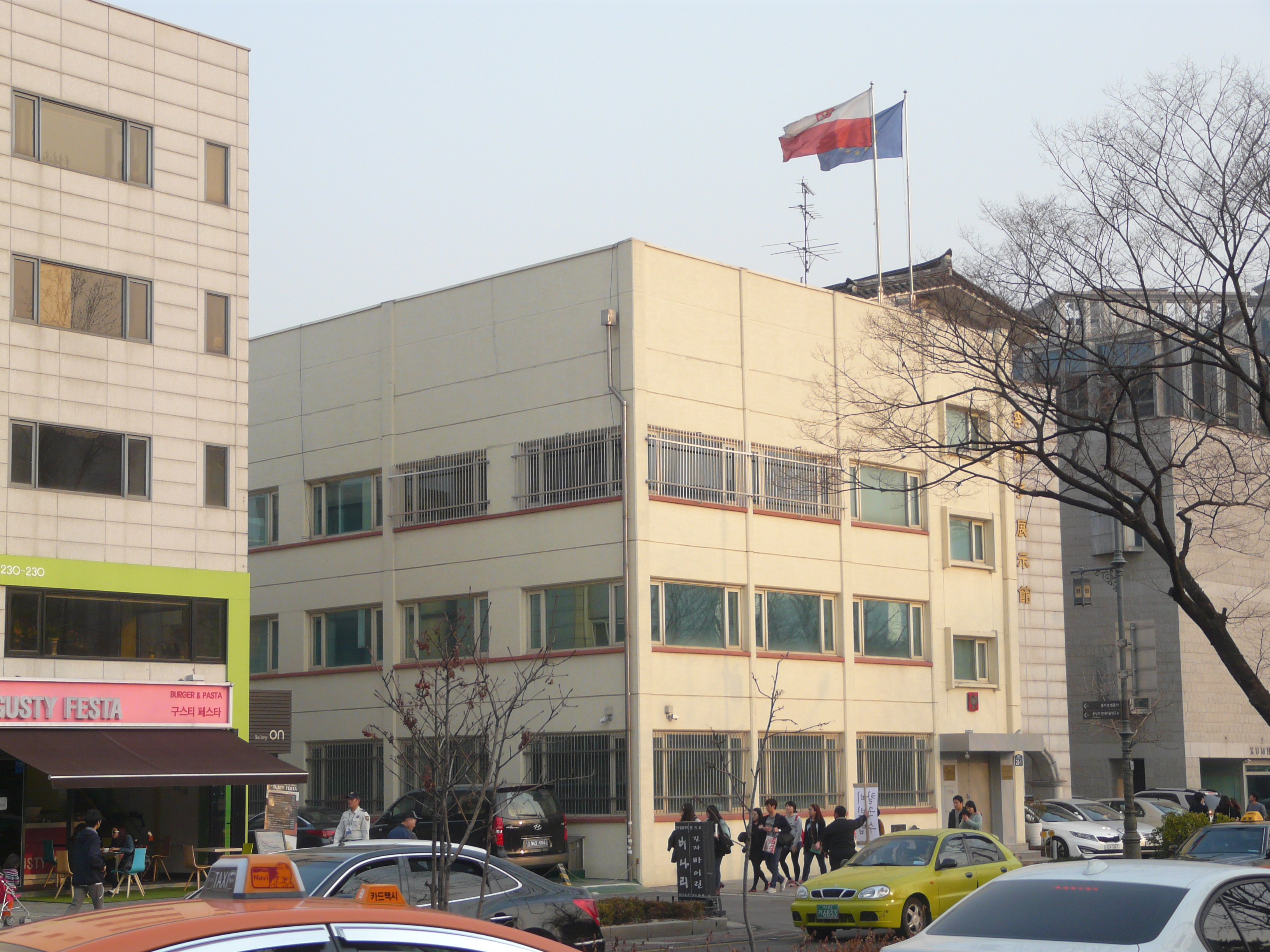
Посольство Польщі в Південній Кореї
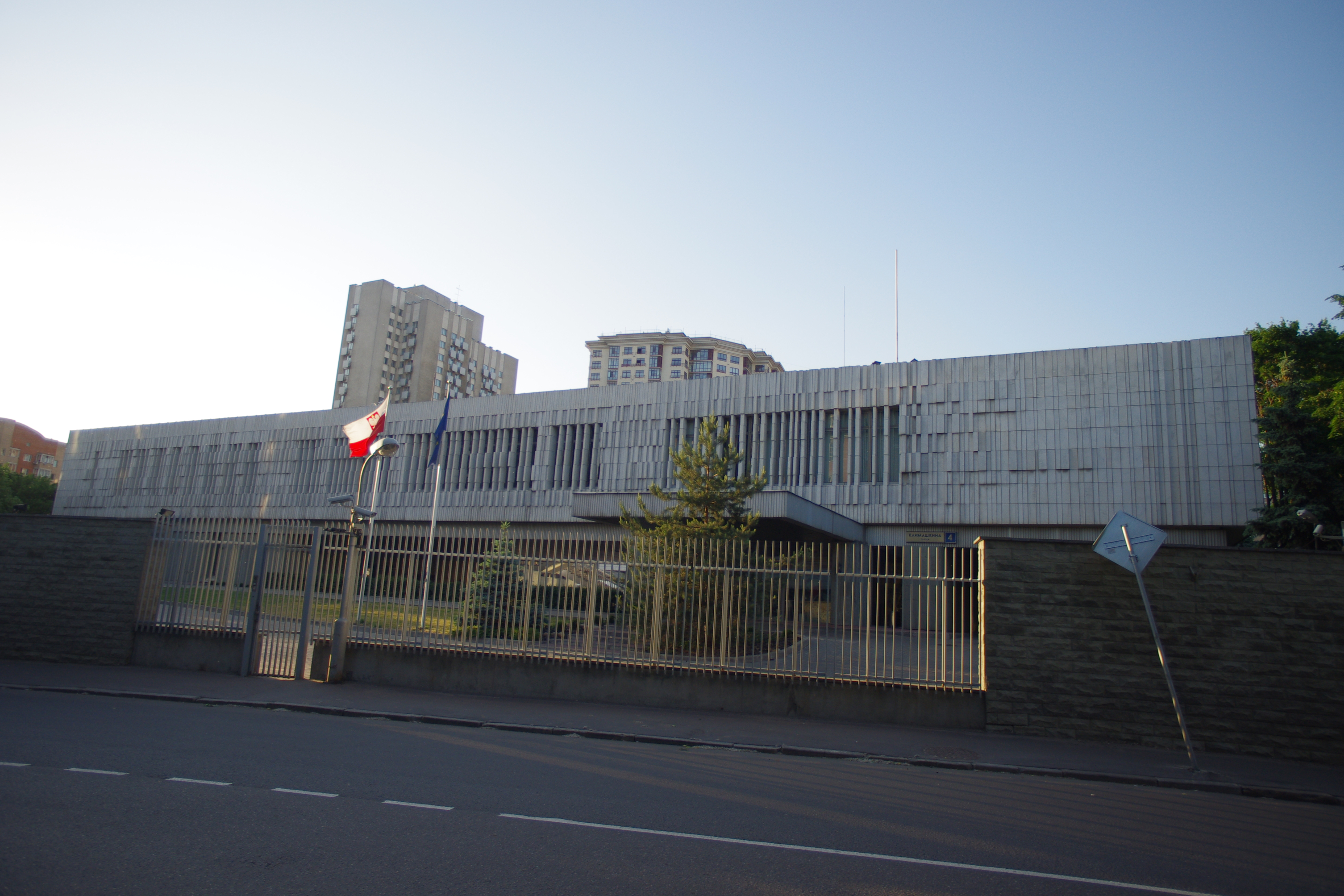
Посольство Польщі в Росії
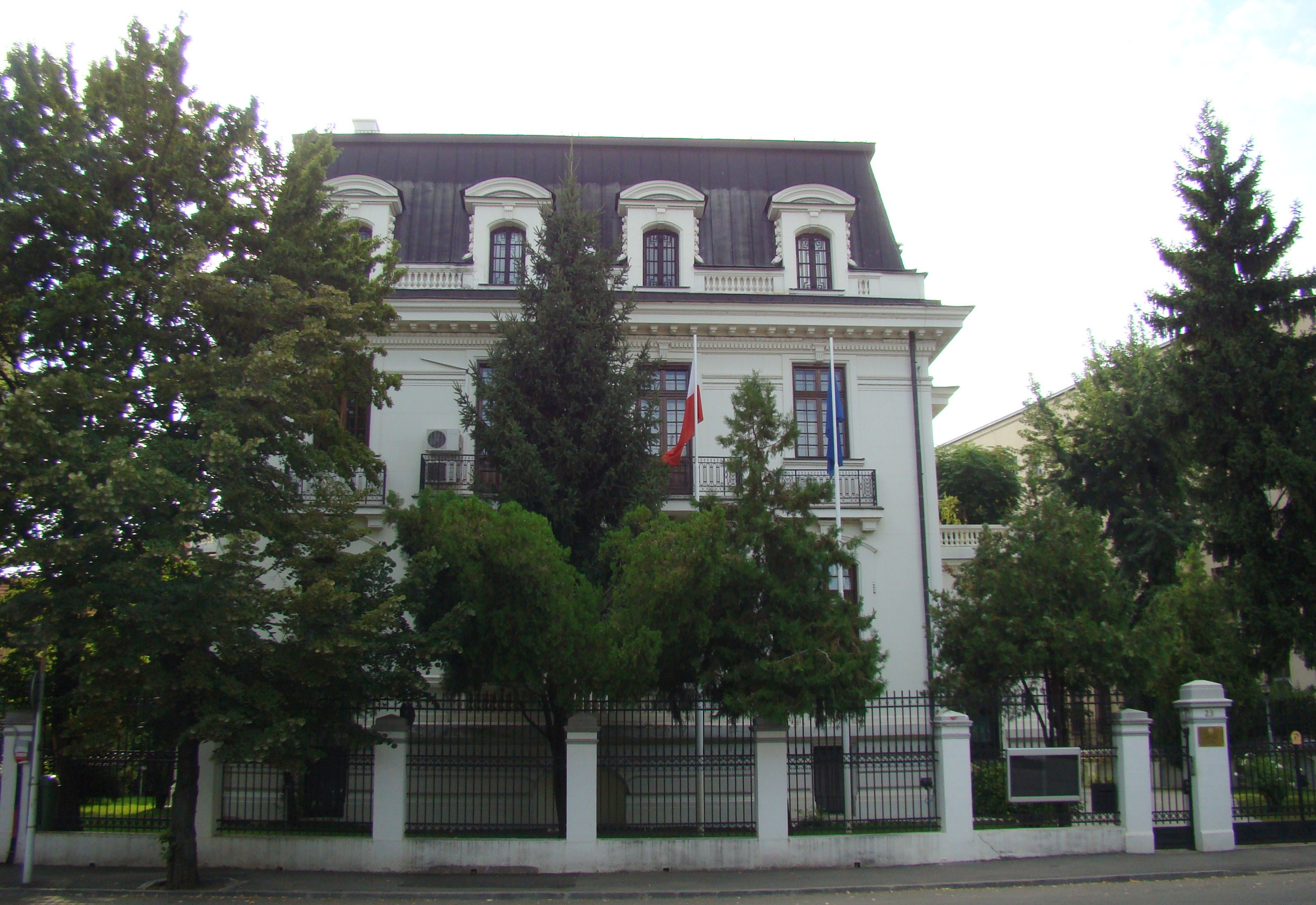
Посольство Польщі в Румунії
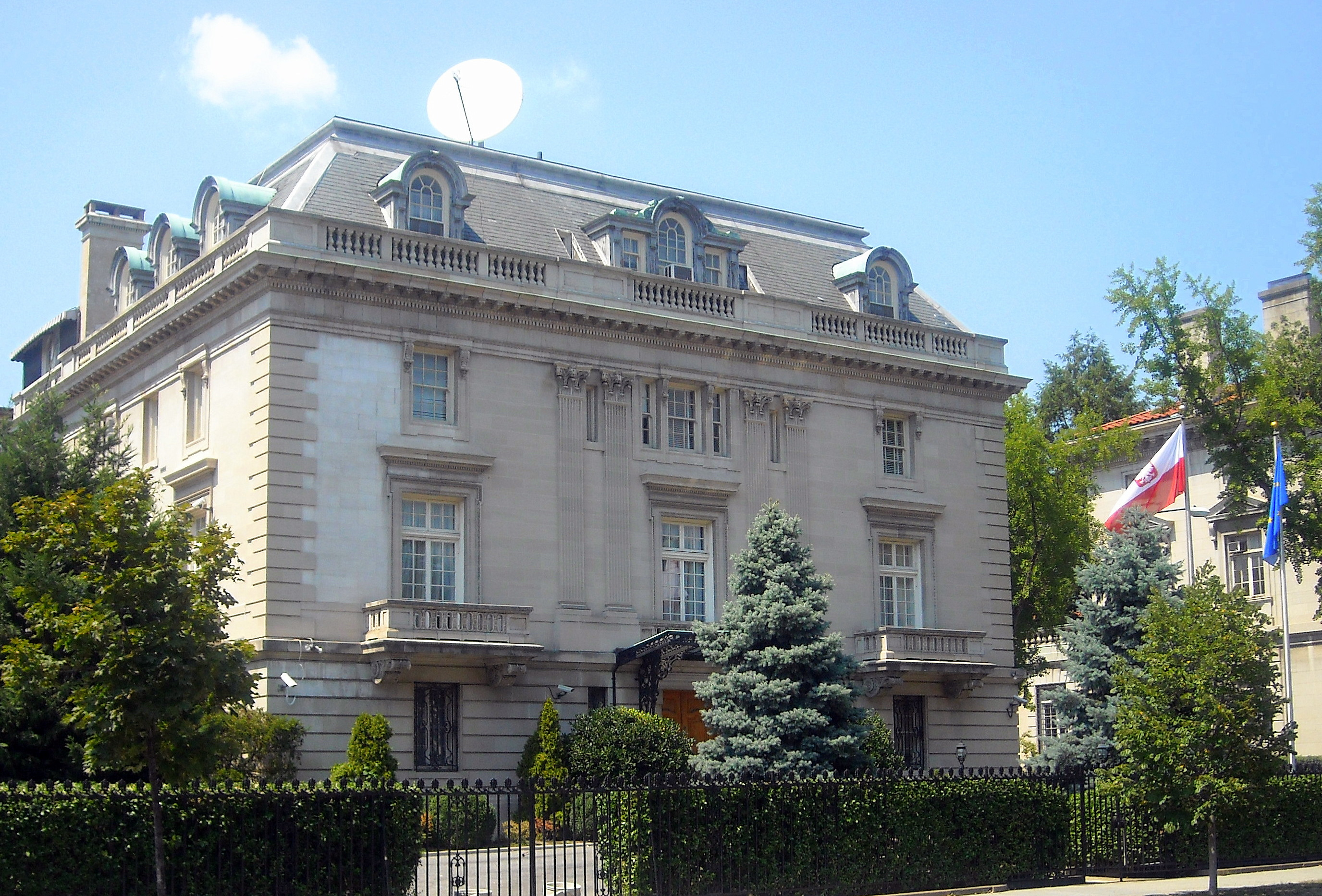
Посольство Польщі в США
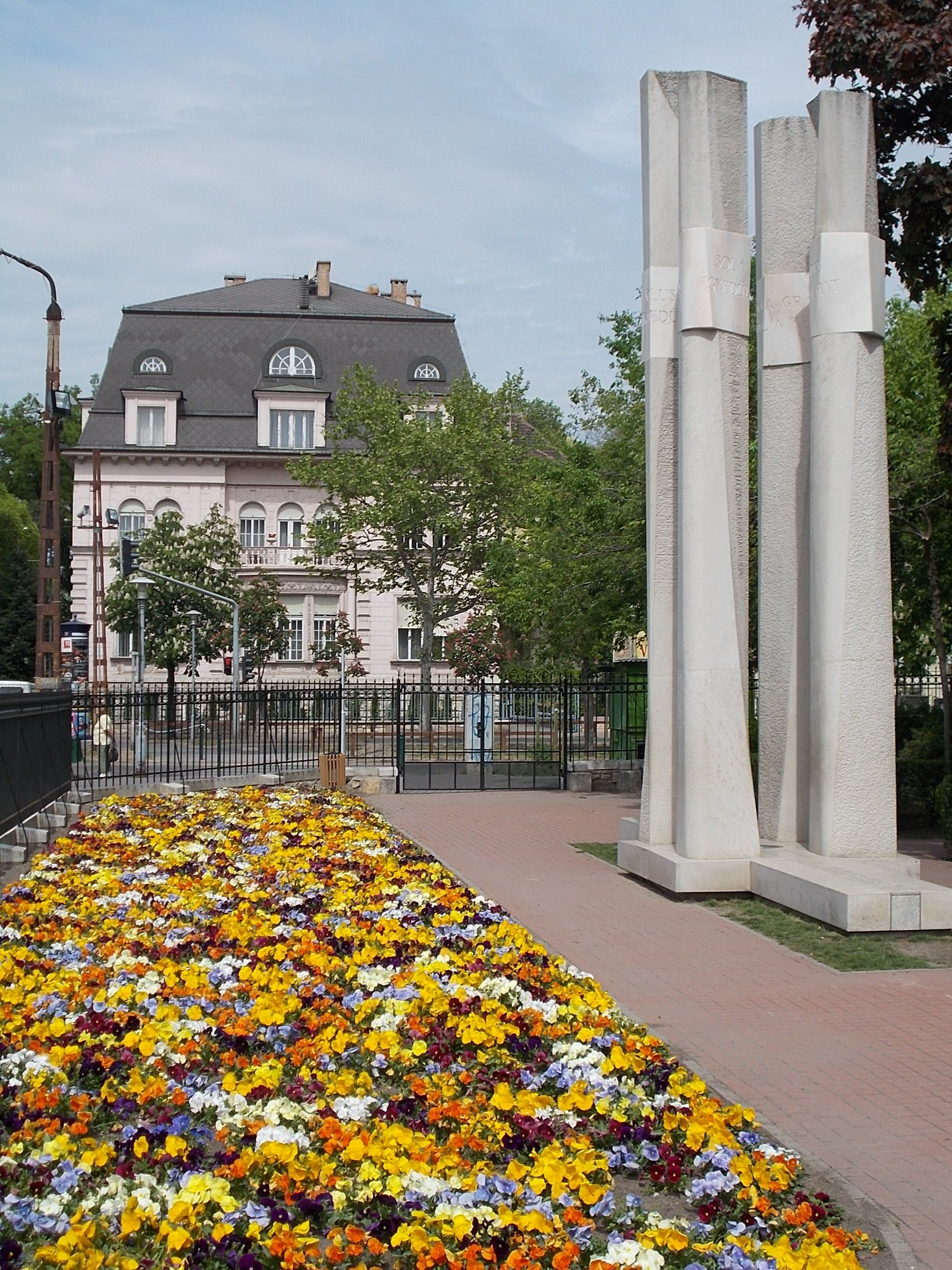
Посольство Польщі в Угорщині
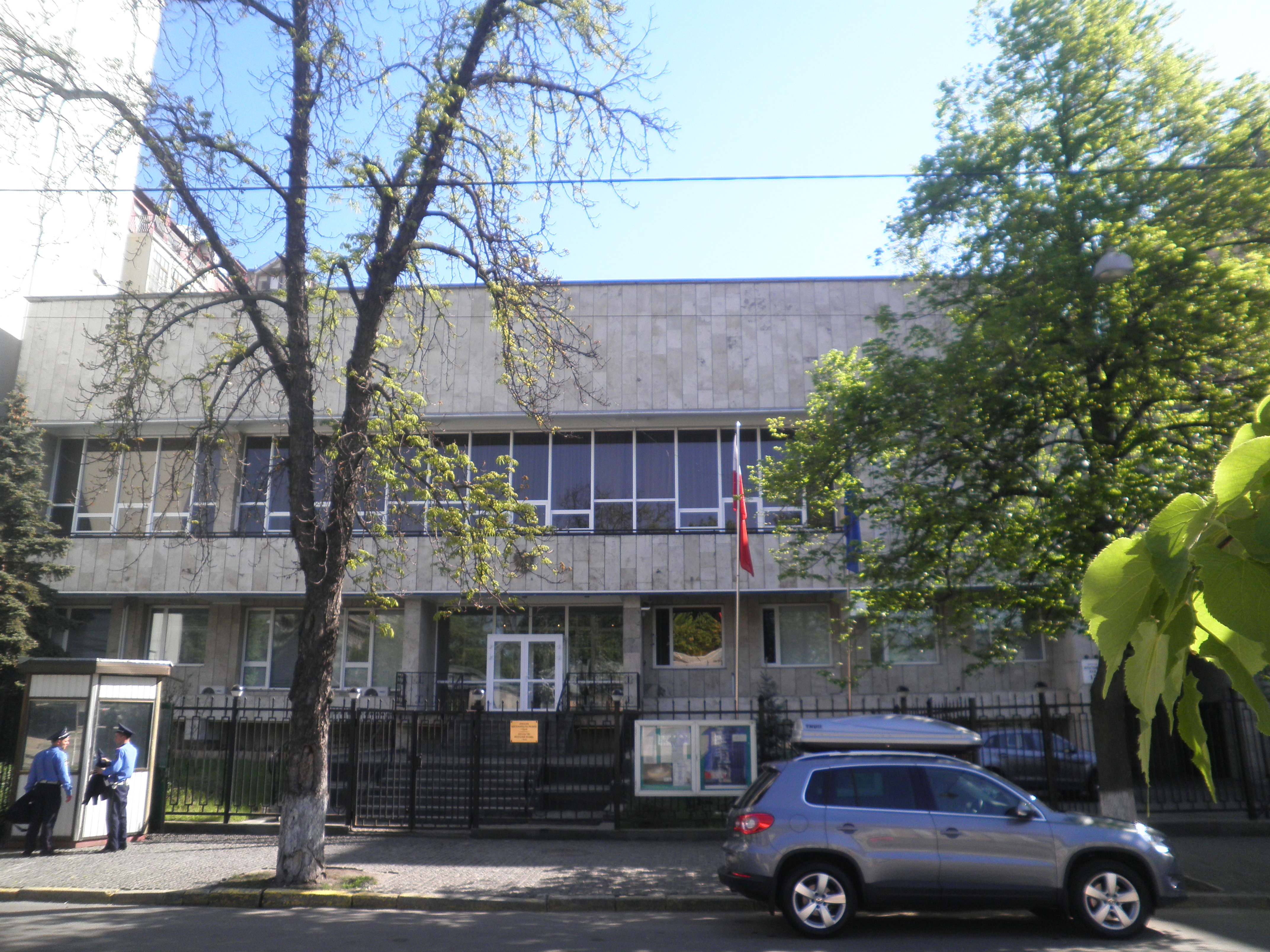
Посольство Польщі в Україні
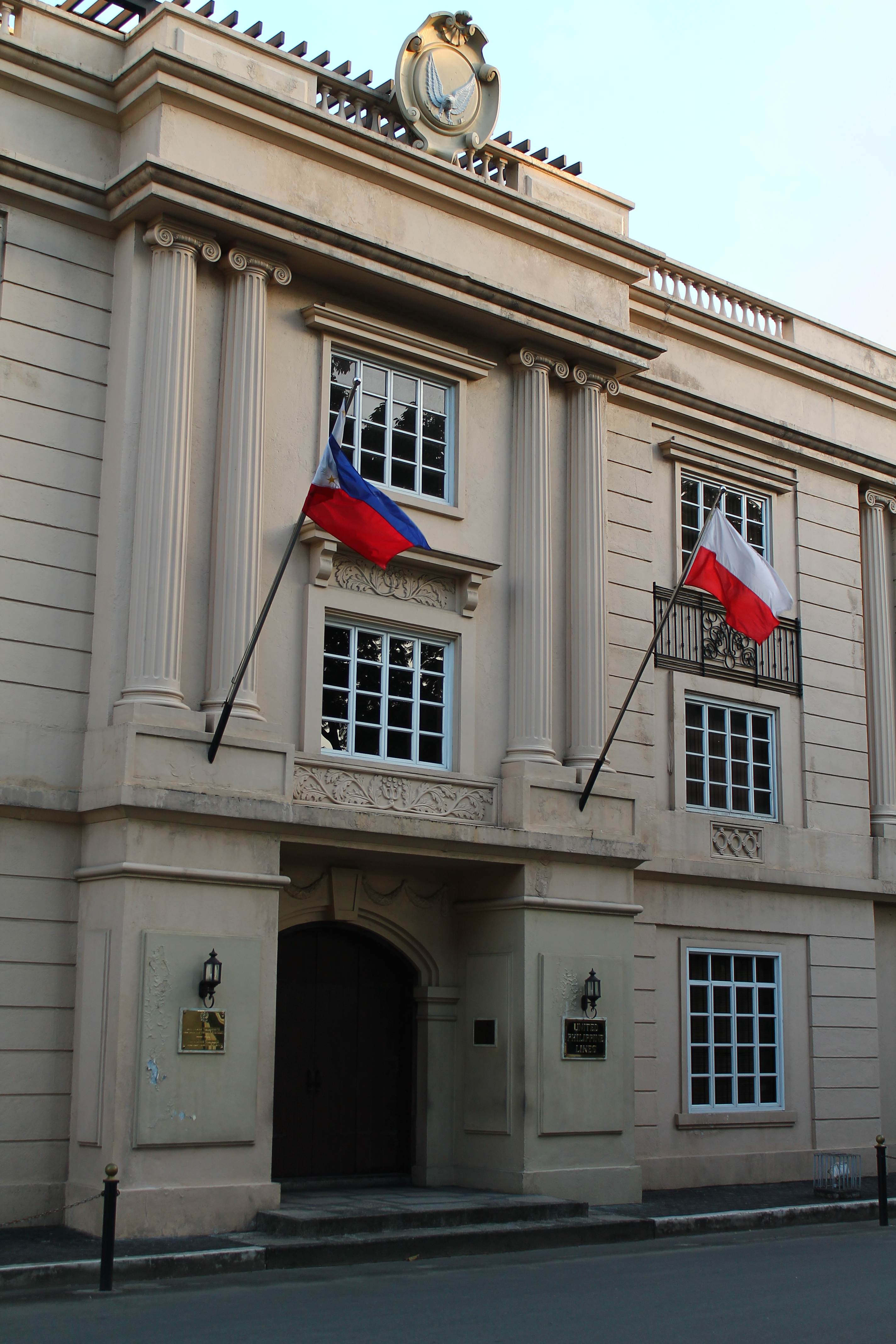
Посольство Польщі на Філіппінах
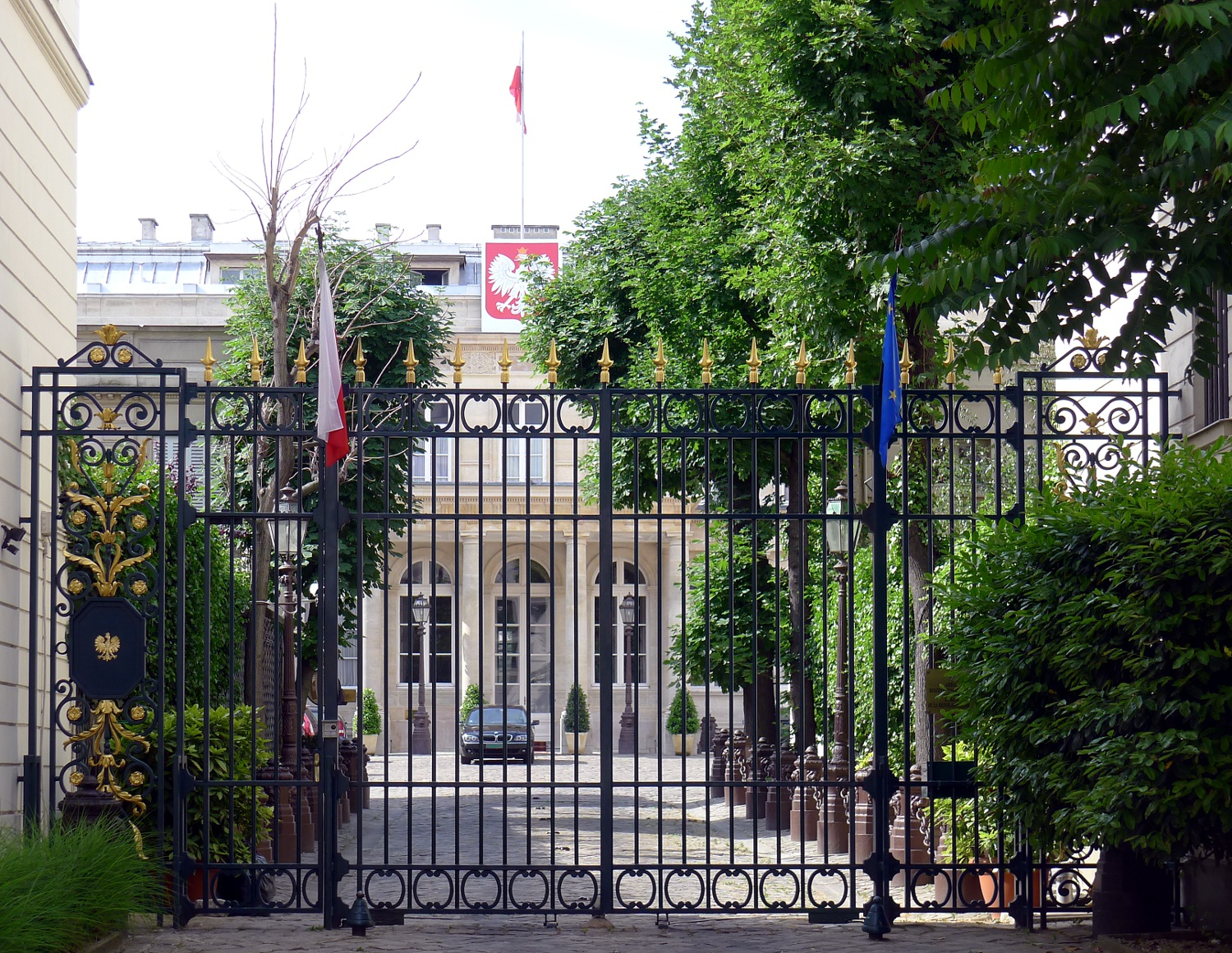
Посольство Польщі у Франції
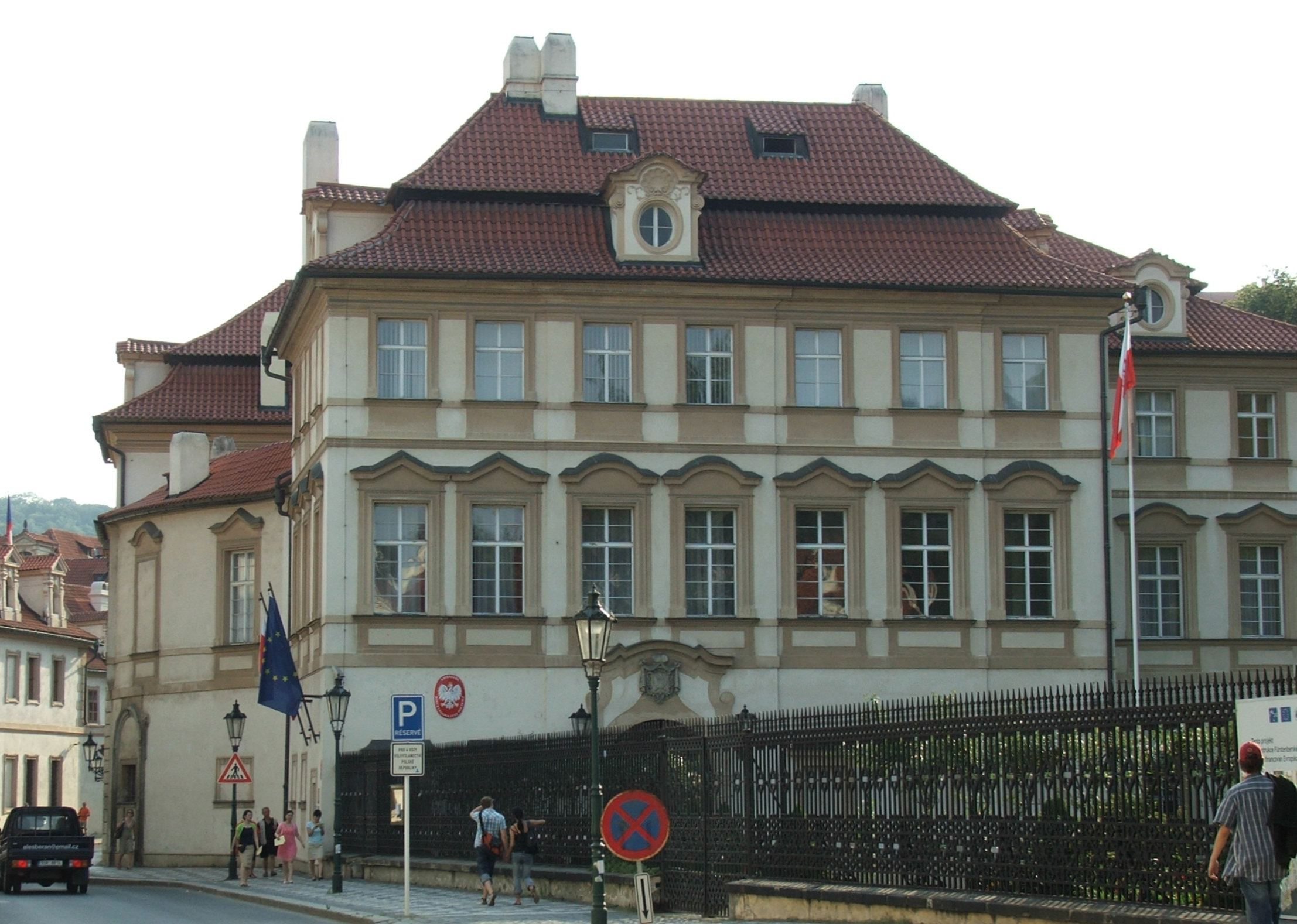
Посольство Польщі в Чехії
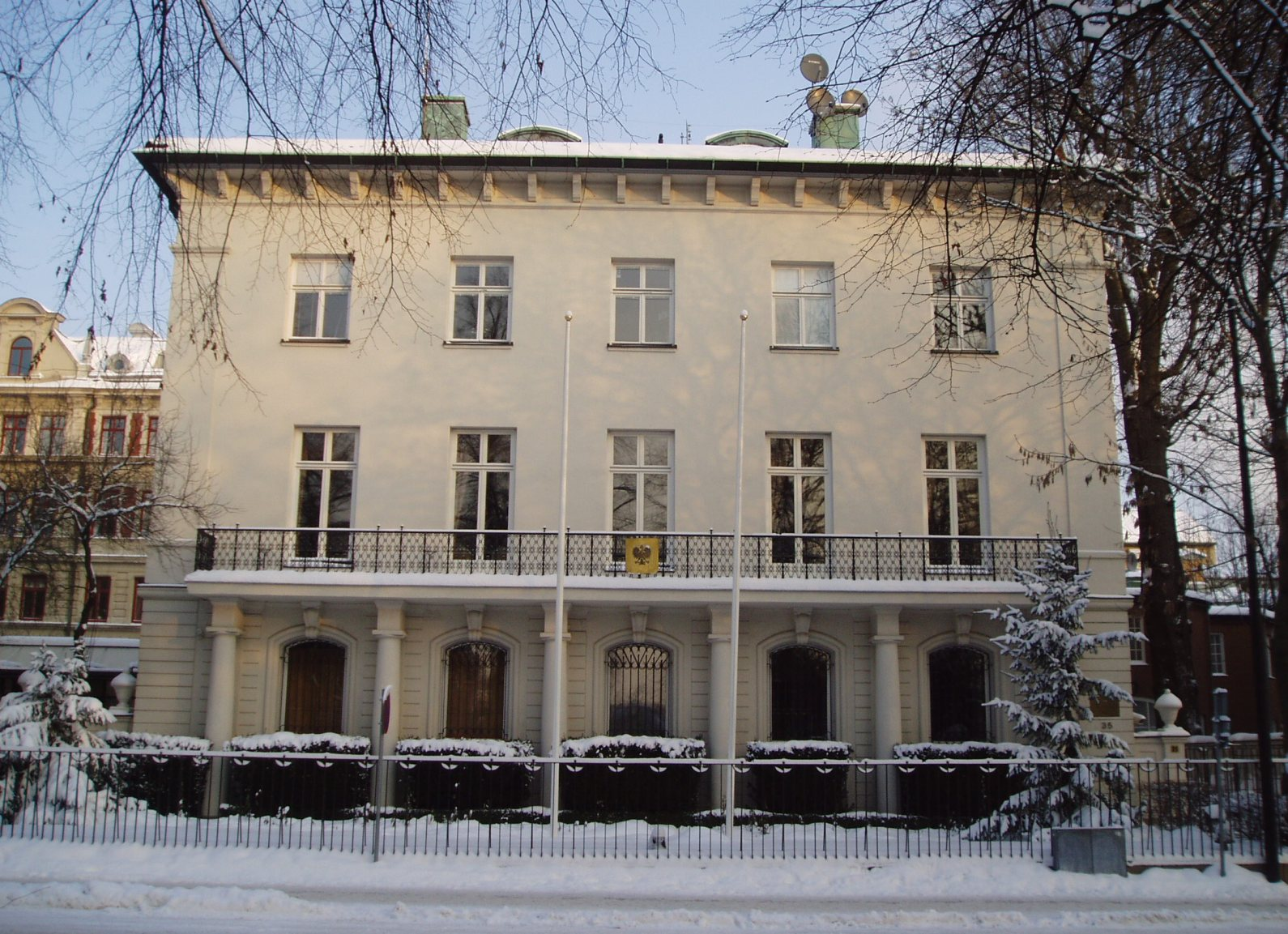
Посольство Польщі в Швеції

### Консульства

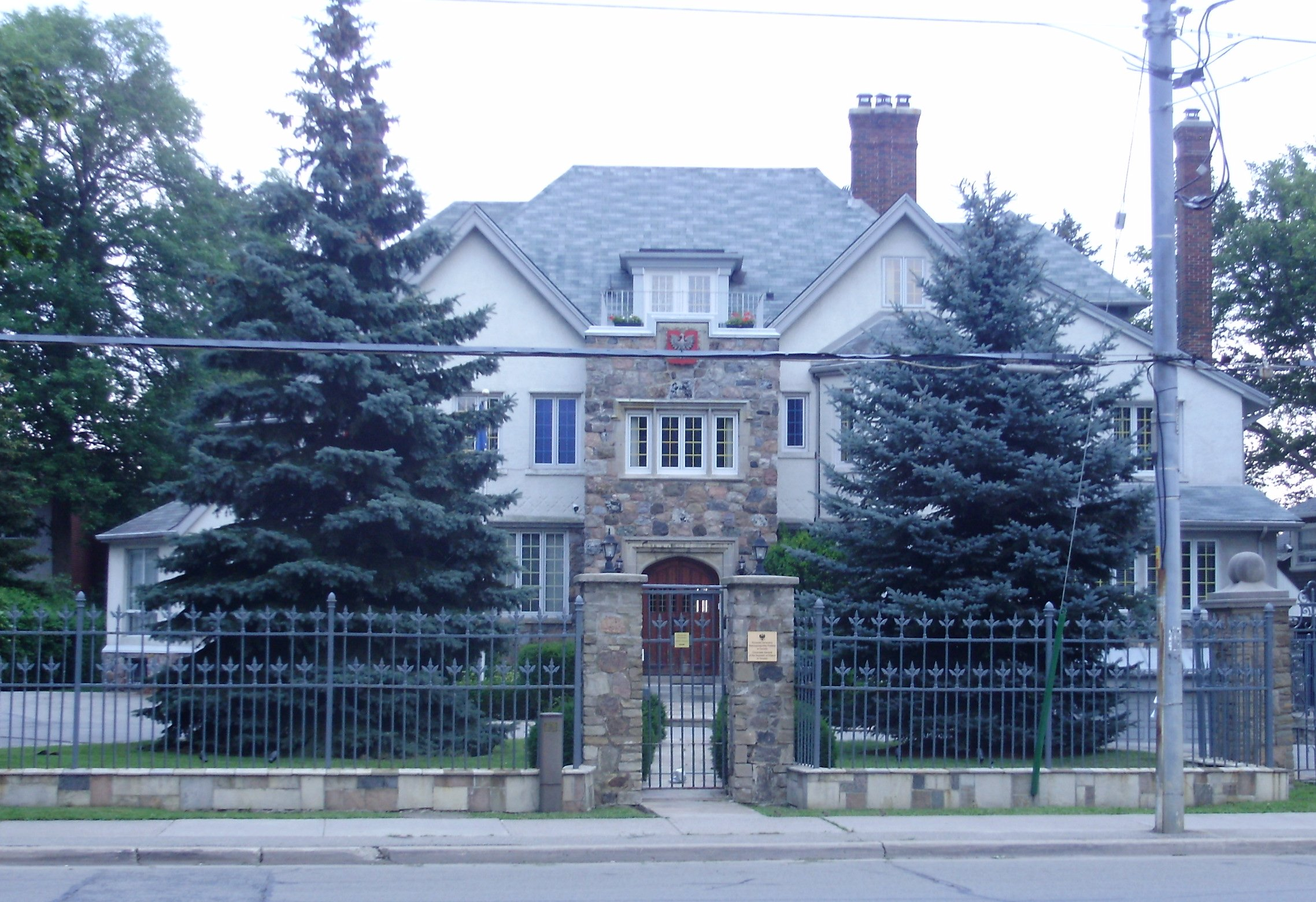
Консульство Польщі в Торонто, Канада
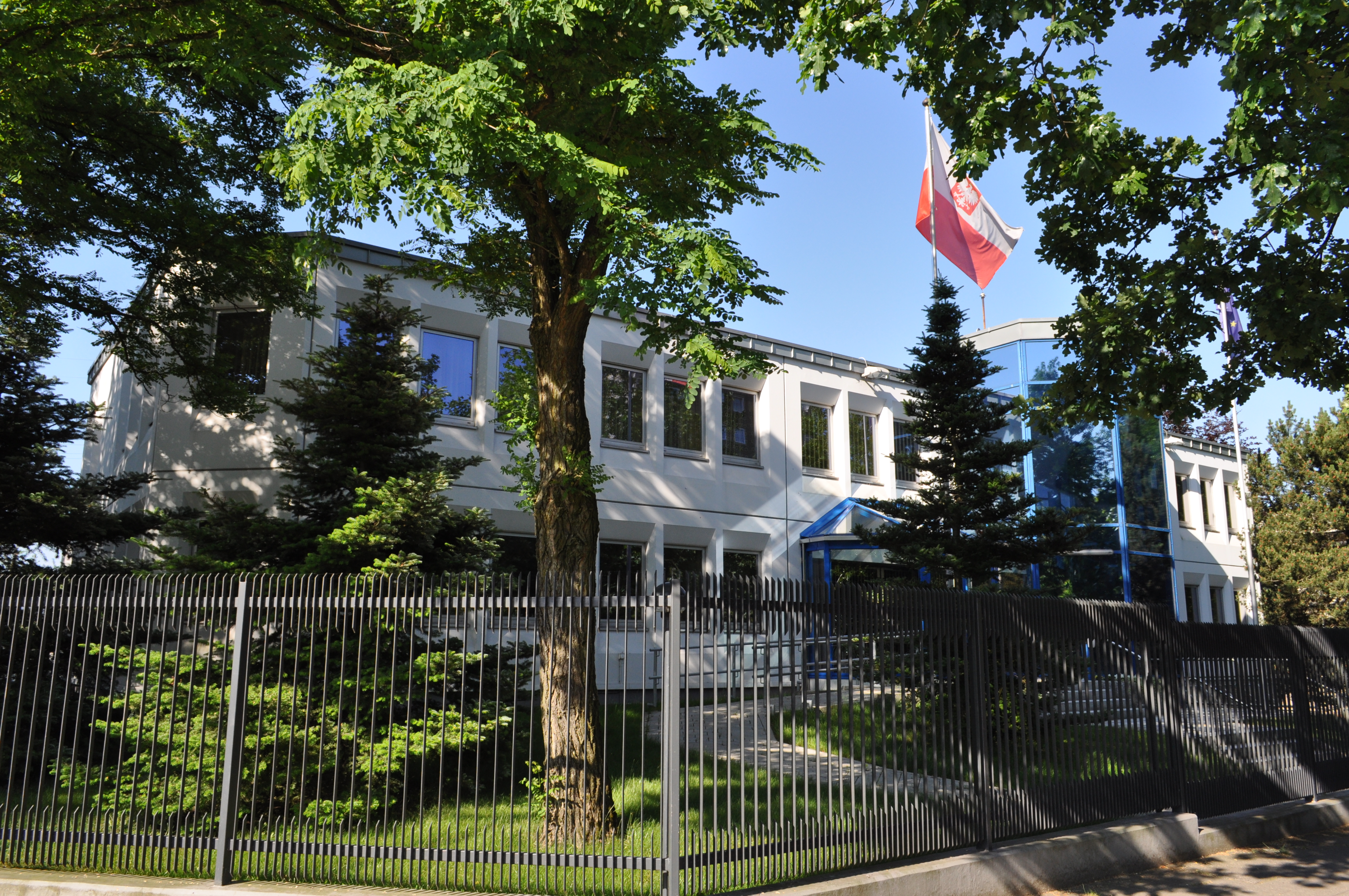
Консульство Польщі в Гамбурзі, Німеччина
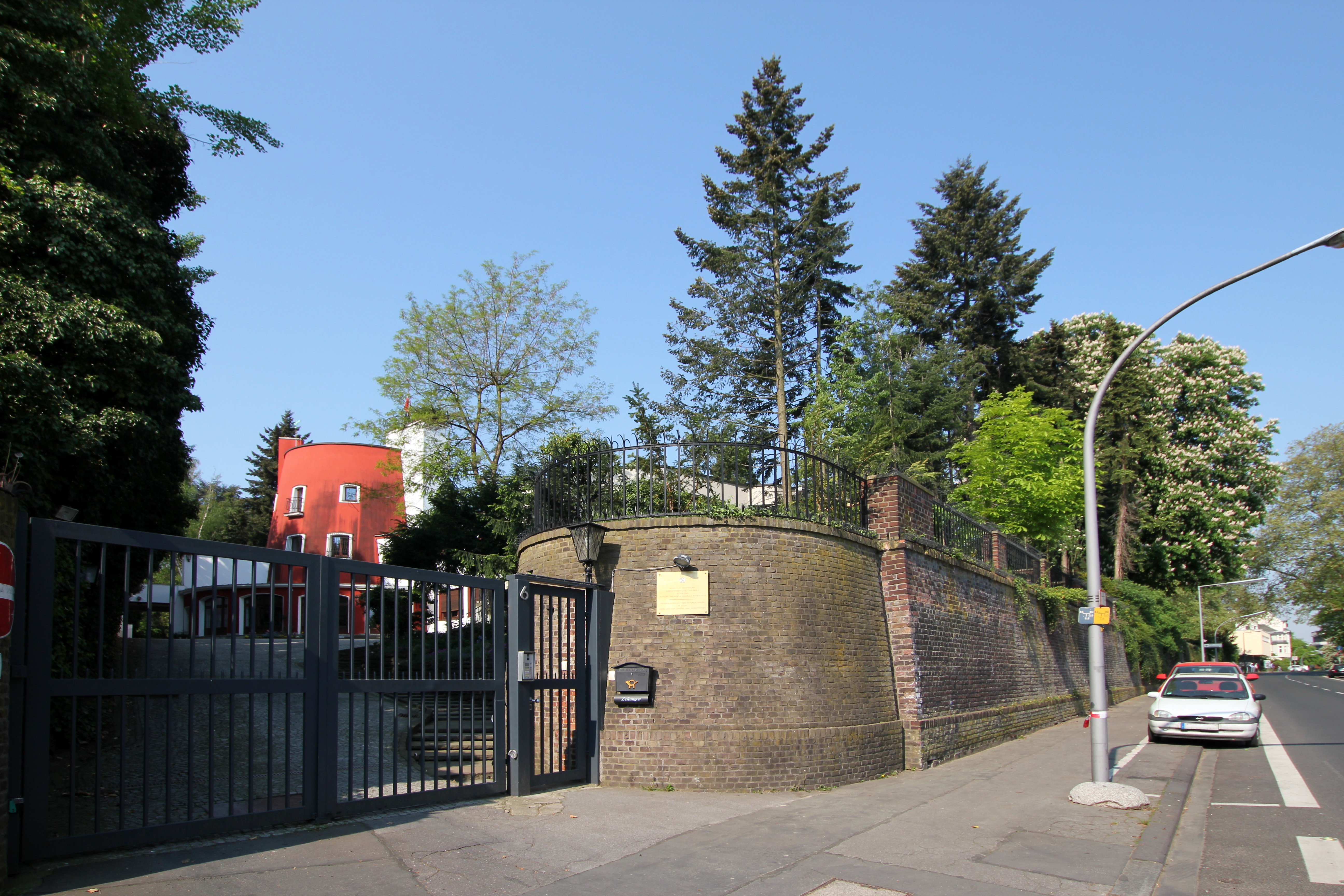
Консульство Польщі в Кельні, Німеччина
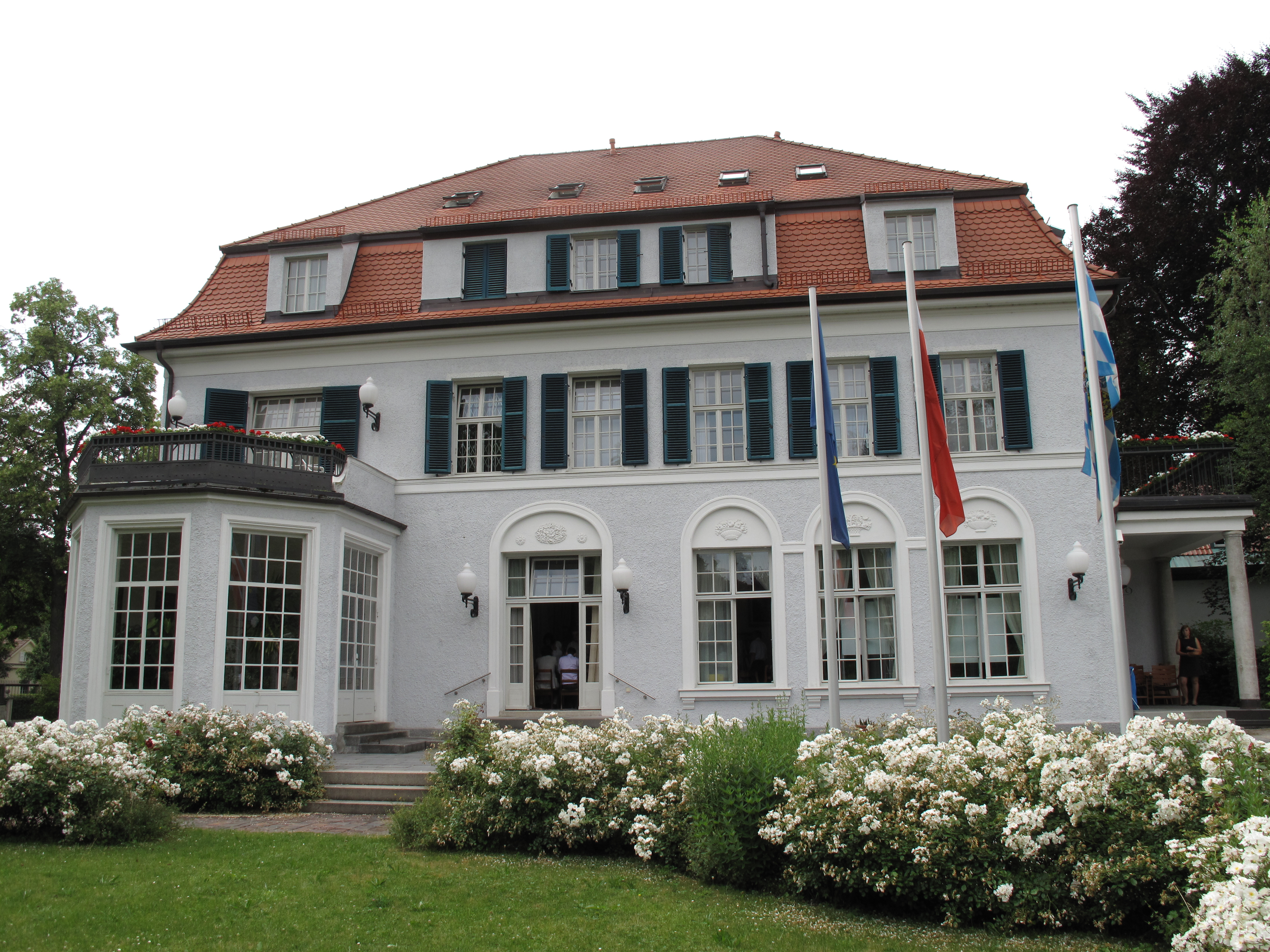
Консульство Польщі в Мюнхені, Німеччина
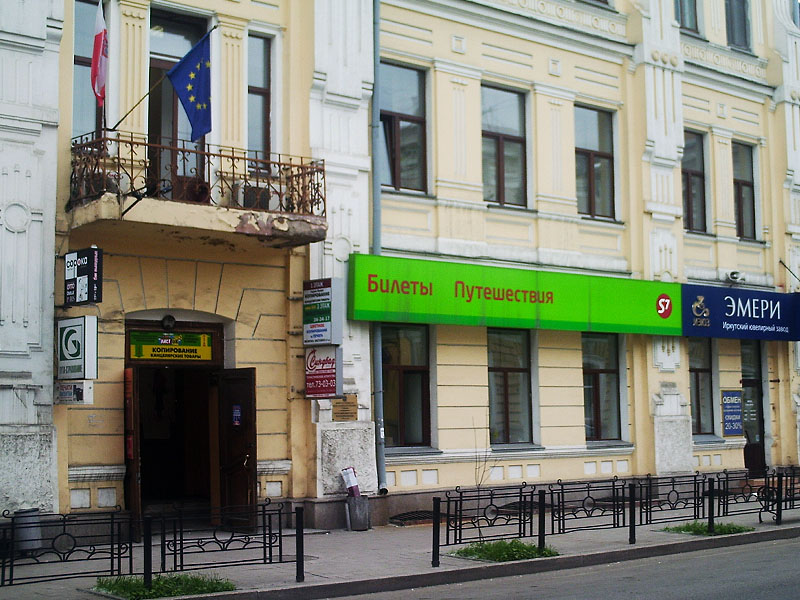
Консульство Польщі в Іркутську, Росія
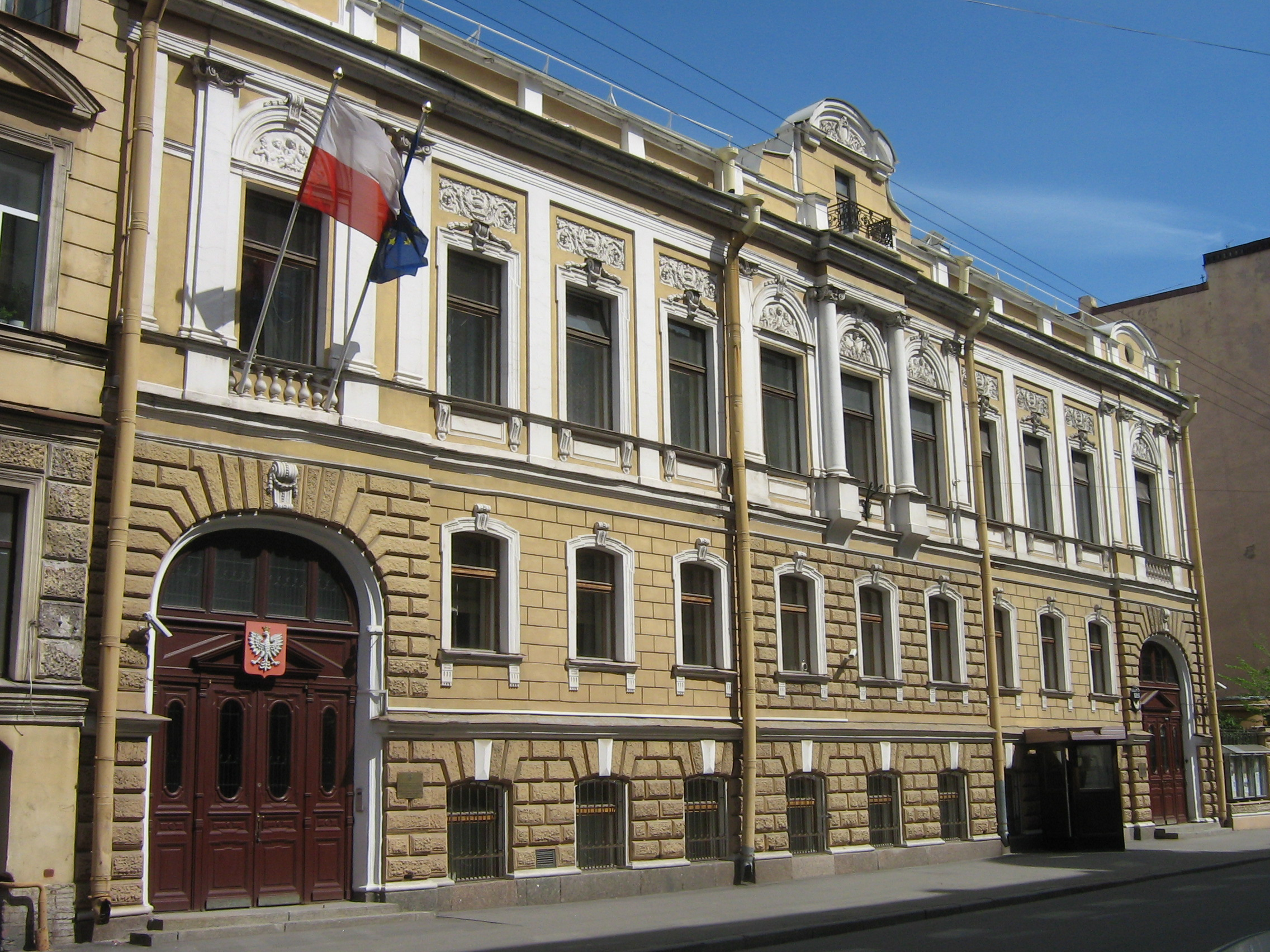
Консульство Польщі в Санкт-Петербурзі, Росія
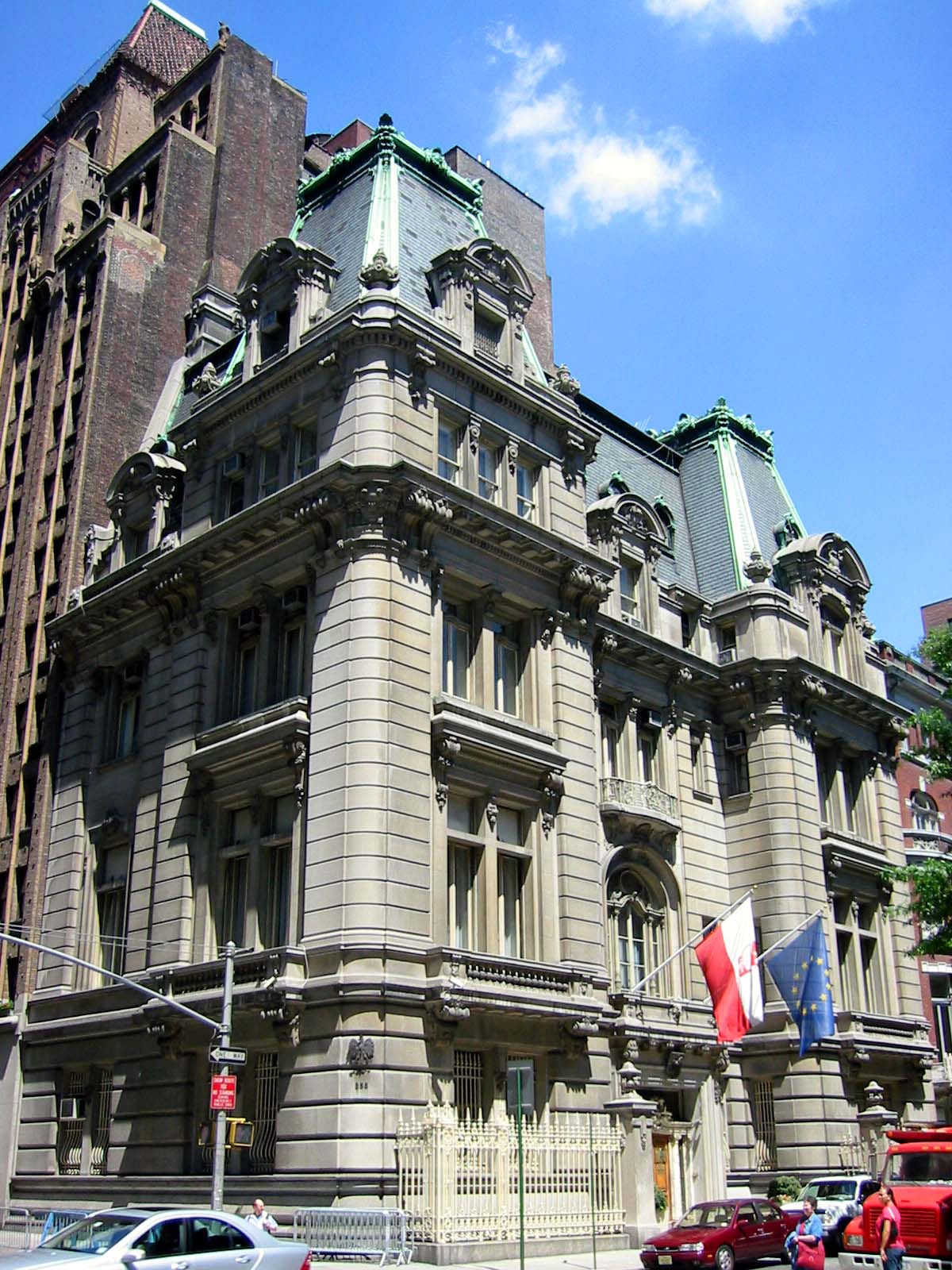
Консульство Польщі в Нью-Йорку, США
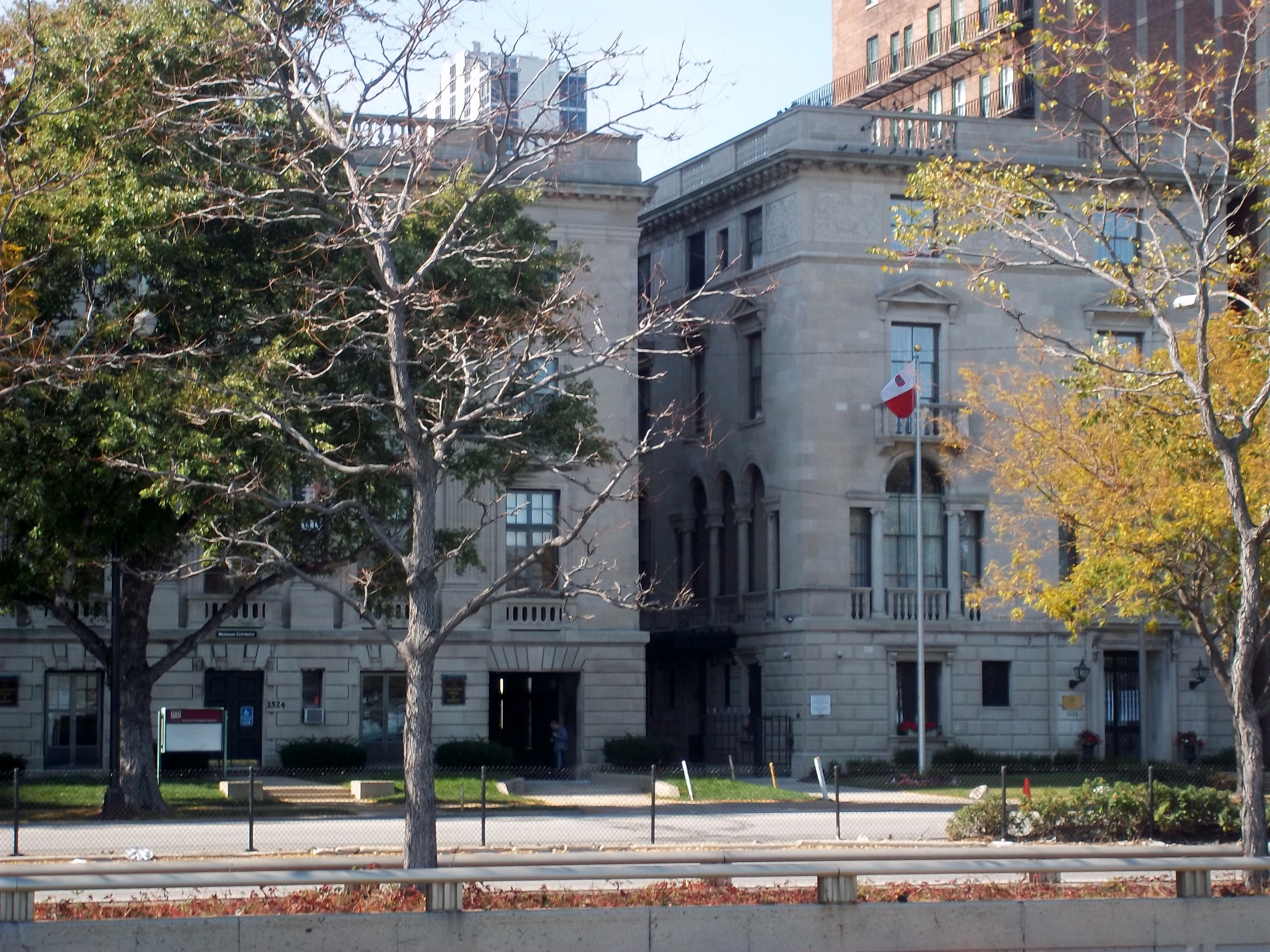
Консульство Польщі в Чикаго, США
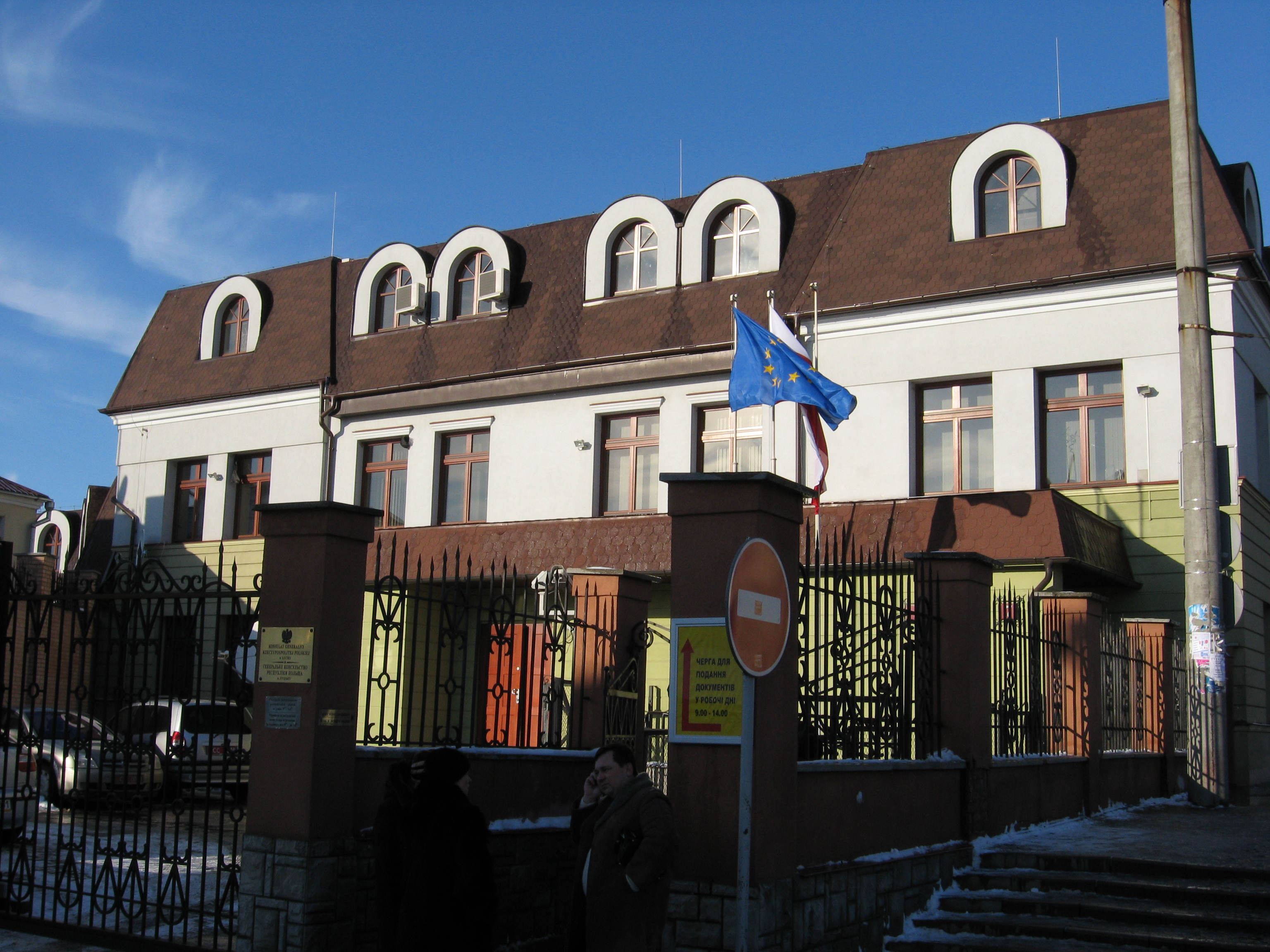
Консульство Польщі в Луцьку, Україна
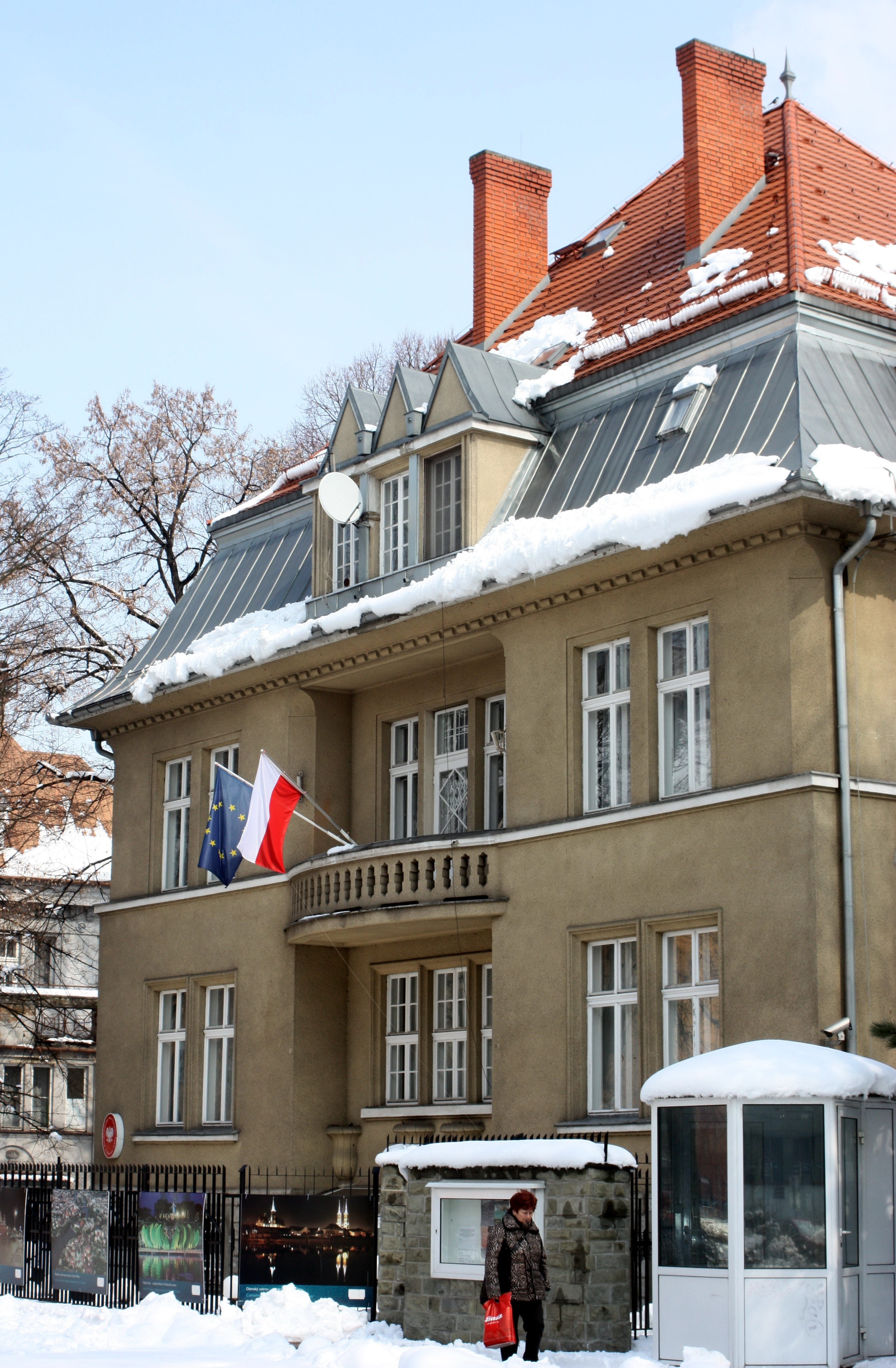
Консульство Польщі в Остраві, Чехія

### Представництва при міжнародних організаціях

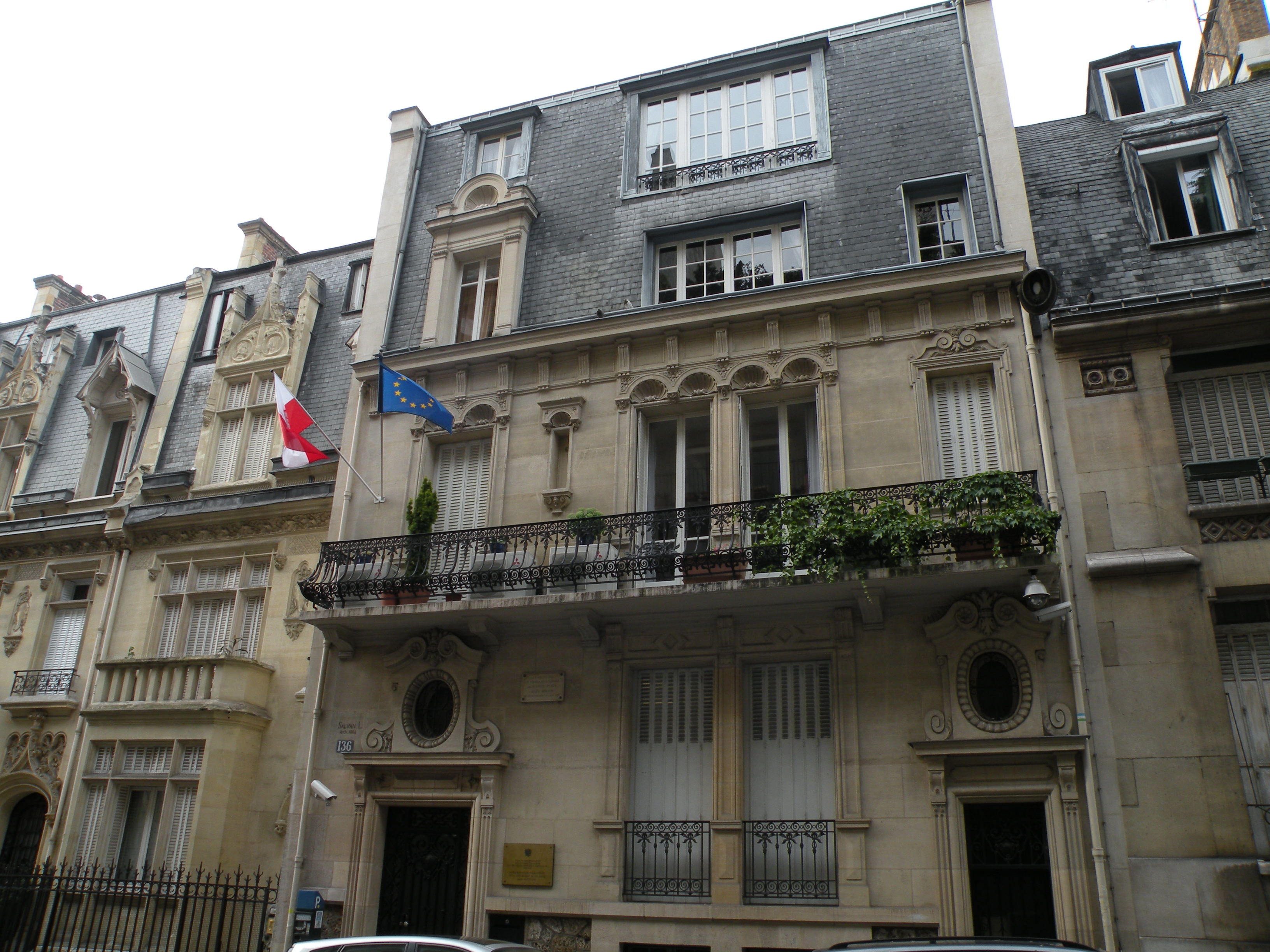
Представництво Польщі при ОБСЄ, Париж
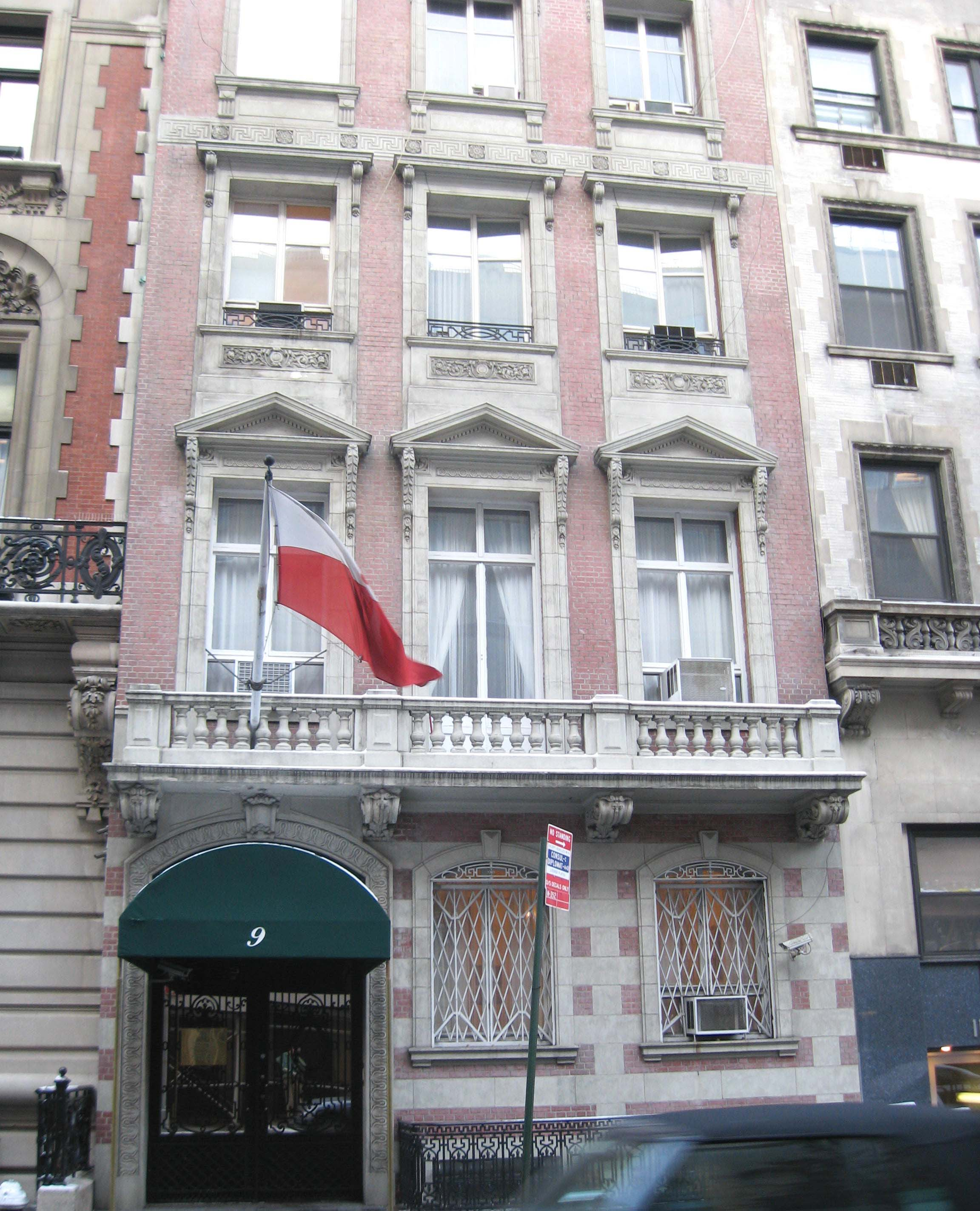
Представництво Польщі при ООН, Нью-Йорк
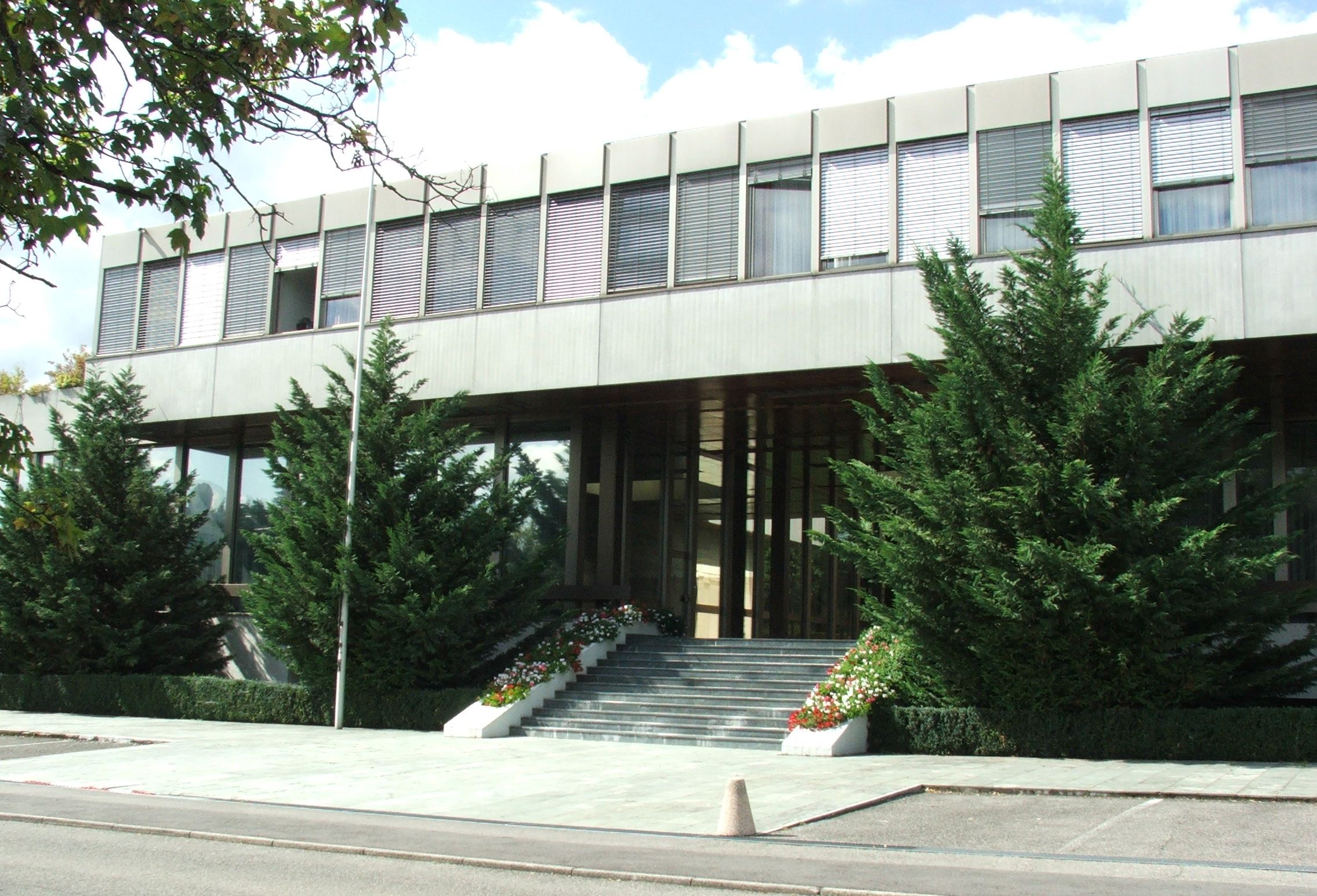
Представництво Польщі при офісі ООН в Женеві